# Kunstjahr 1526
Liste der Kunstjahre

◄◄ | ◄ | 1522 | 1523 | 1524 | 1525 | Kunstjahr 1526

Weitere Ereignisse
Der Artikel behandelt das Kunstjahr 1526.

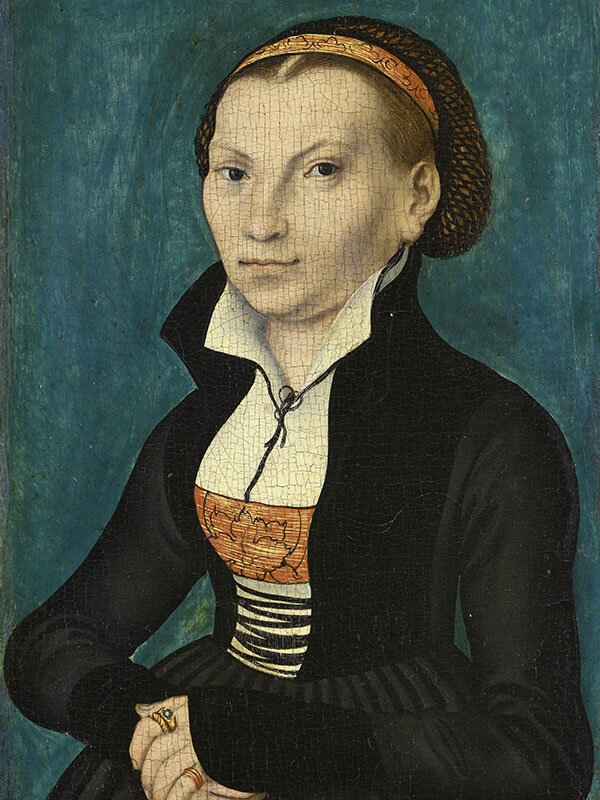
Lucas Cranach der Ältere – Katharina von Bora (1526)

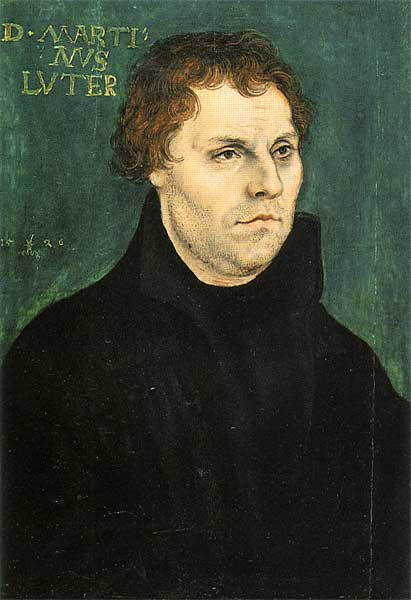
Lucas Cranach der Ältere – Martin Luther (1526)

## Ereignisse
- Heinrich Aldegrever wird zwischen 1526 und 1527 das Bürgerrecht von Soest zugesprochen. Als Bürger wird er daraufhin in die dortige Malergilde aufgenommen, in der er bis zu seinem Tod verbleibt.
- Albrecht Altdorfer wird Mitglied des Inneren Rates und Stadtbaumeister von Regensburg. In dieser Funktion werden nach seinen Plänen ein Schlachthaus (1527), ein Weinstadel und ein Marktturm gebaut. Zu den Werken, die er 1526 fertig stellt gehören die Gemälde Susanna und die beiden Alten (in Öl auf Holz), Susanna und die beiden Alten (in Öl auf Holz) und (um 1526) Kreuzigung (auf Lindenholz).
- Arnold von Nijmegen fertigt um 1526 in Antwerpen ein Fenster mit den drei Marien, das für die Kirche Notre-Dame in Louviers bestimmt ist.
- Der in Augsburg lebende Hans Burgkmair der Ältere kauft zur Altersvorsorge für sich und seine Frau ein Leibgeding.
- Giulio Clovio, der seit 1523 in Buda (heute Budapest, Ungarn) lebt, steht hier in den Diensten von König Ludwig II., bis zu dessen Tod in der Schlacht bei Mohács 1526.
- Albrecht Dürer vollendet die beiden zusammenhängenden Gemälde Die vier Apostel, sein letztes großes malerisches Werk. Dargestellt sind die vier Apostel Paulus, Petrus, Markus und Johannes, zugleich die vier Temperamente verbildlichend (siehe Temperamentenlehre). Diese Tafeln hat Dürer der Stadt Nürnberg geschenkt, sie waren im dortigen Rathaus ausgestellt. Aus dem Jahr 1526 stammt auch das Ölbild des Hieronymus Holzschuher, das beste aller Bildnisse von der Hand Dürers, und ferner das Bildnis Jakob Muffels. Besonders erwähnenswert – nicht zuletzt auch wegen des ungewöhnlichen Darstellungstypus – ist das Bildnis Johannes Kleberger. Es stammt ebenfalls aus dem Jahr 1526 und soll das letzte Gemälde sein, das Albrecht Dürer gemalt hat.
- Conrad Faber von Kreuznach wird erstmals als Geselle in der Werkstatt des Frankfurter Malers Hans Fyoll erwähnt.
- Matthias Grünewald scheidet um 1526 aus den Diensten des Erzbischofs von Mainz, Albrecht von Brandenburg, aus und lässt sich in Frankfurt am Main nieder.

- Noch in Basel schafft Hans Holbein der Jüngere 1525/26 die sogenannte Darmstädter Madonna (seit 2012 als Teil der Sammlung Würth in der Johanniterkirche, Schwäbisch Hall). Ungefähr ab September 1526 hält sich der Maler für zwei Jahre in England auf.[1]
- Hans Krell steht während der Regierungszeit des ungarischen Königs Ludwig II. von 1522 bis 1526 in dessen Diensten. Er arbeitet zunächst in Prag, dann in Ofen und in Preßburg.
- Georg Pencz hält sich von 1526 bis 1528/29 in Italien auf. Dort tritt er in die Schule von Marcantonio Raimondi ein.
- Jerg Ratgeb wird „des Pauernkriegs und Herzog Ulrichs halber“ des Hochverrats angeklagt und 1525 oder 1526 in Pforzheim durch Vierteilung mit Pferden hingerichtet.
- Bartlmä Dill Riemenschneider, der um das Jahr 1525 nach Südtirol migriert, ist spätestens seit 1526 in der Handelsstadt Bozen ansässig.
- Giulio Romano beginnt mit den Arbeiten am Palazzo del Te in Mantua.
- Martin Schaffner ist in Ulm als Stadtmaler tätig.
- Der aus 147 Holzschnittdrucken bestehende, nicht fertiggestellte Triumphzug Kaiser Maximilians, an dem viele Künstler (darunter Albrecht Altdorfer, Hans Burgkmair d. Ä., Leonhard Beck, Hans Schäufelin, Albrecht Dürer, Hans Springinklee) beschäftigt waren, wird im Auftrag von Erzherzog Ferdinand erstmals gedruckt.

## Werke (Auswahl)

### Altäre
- Georgsaltar, Wallfahrtskirche „Mariae Himmelfahrt“, Maria Saal
- Breisacher Altar, Breisacher Stephansmünster, Breisach

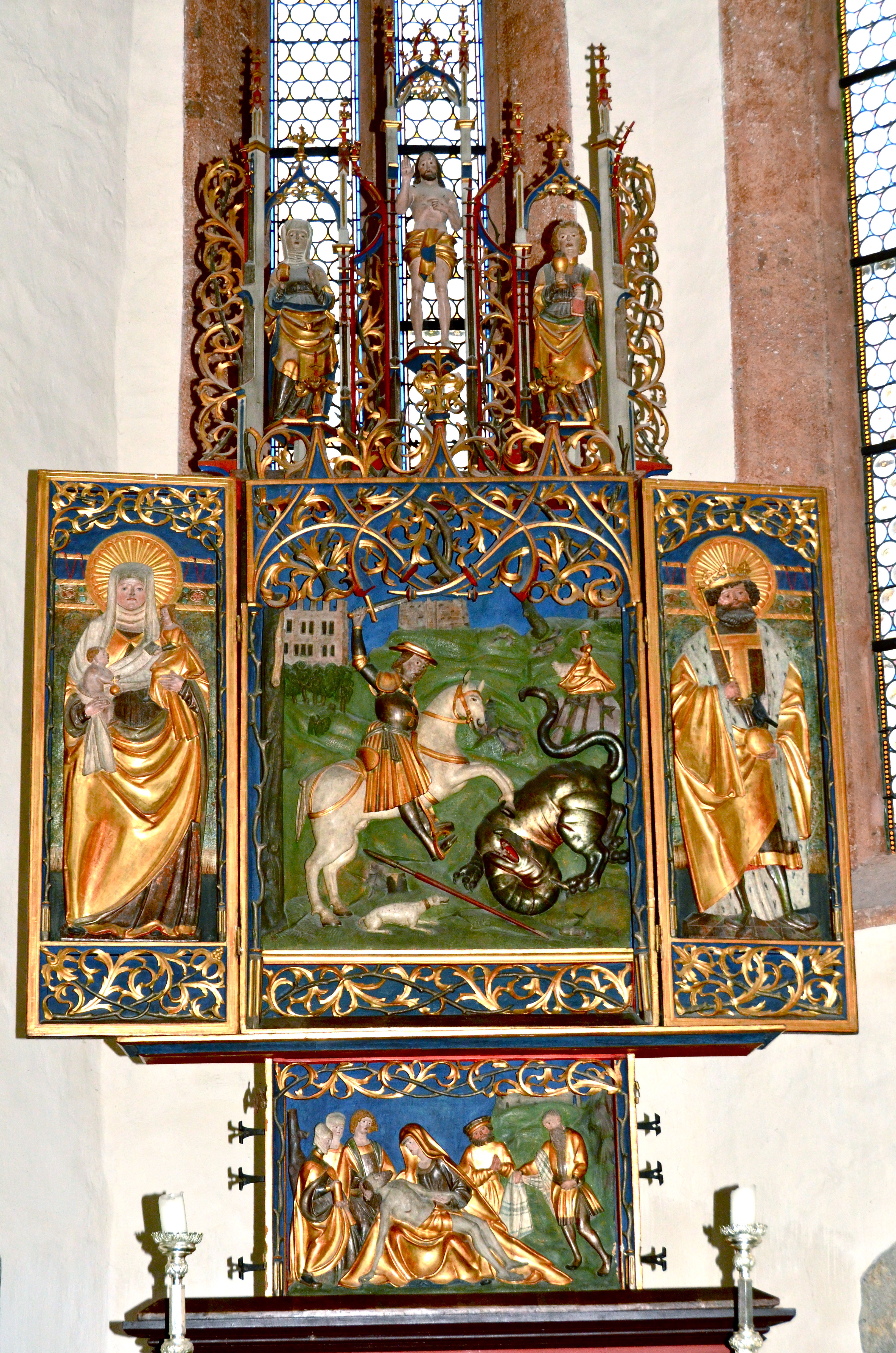
Georgsaltar
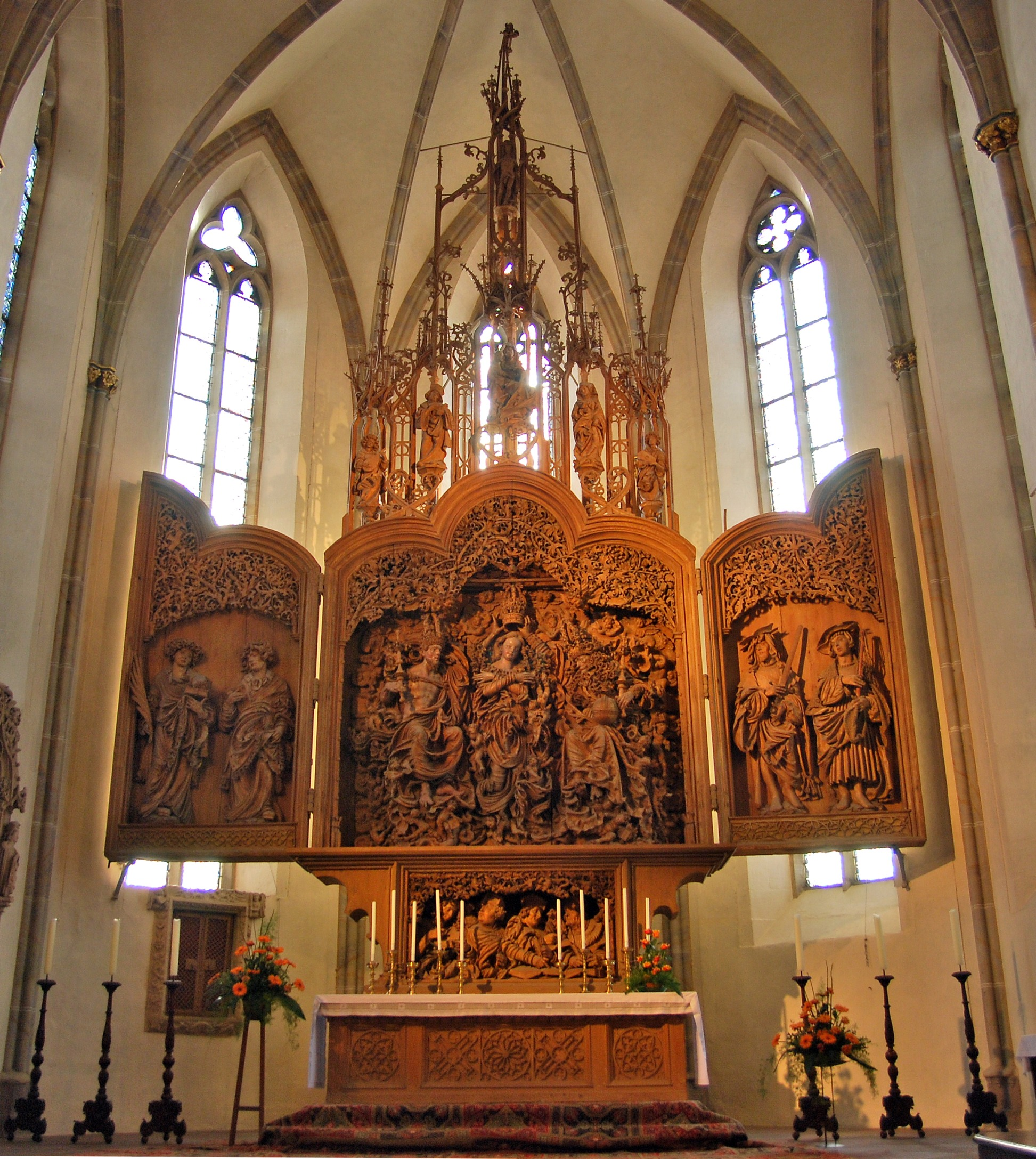
Breisacher Altar

### Buntglasfenster
- Kathedrale Saint-Étienne in Metz – Buntglasfenster des südlichen Querhauses von Valentin Bousch – Darstellung: Bischof und Domherr
- Stiftskirche Notre-Dame-en-Vaux in Châlons-en-Champagne – Darstellung: Kreuzabnahme (oben), Beweinung Jesu (unten)

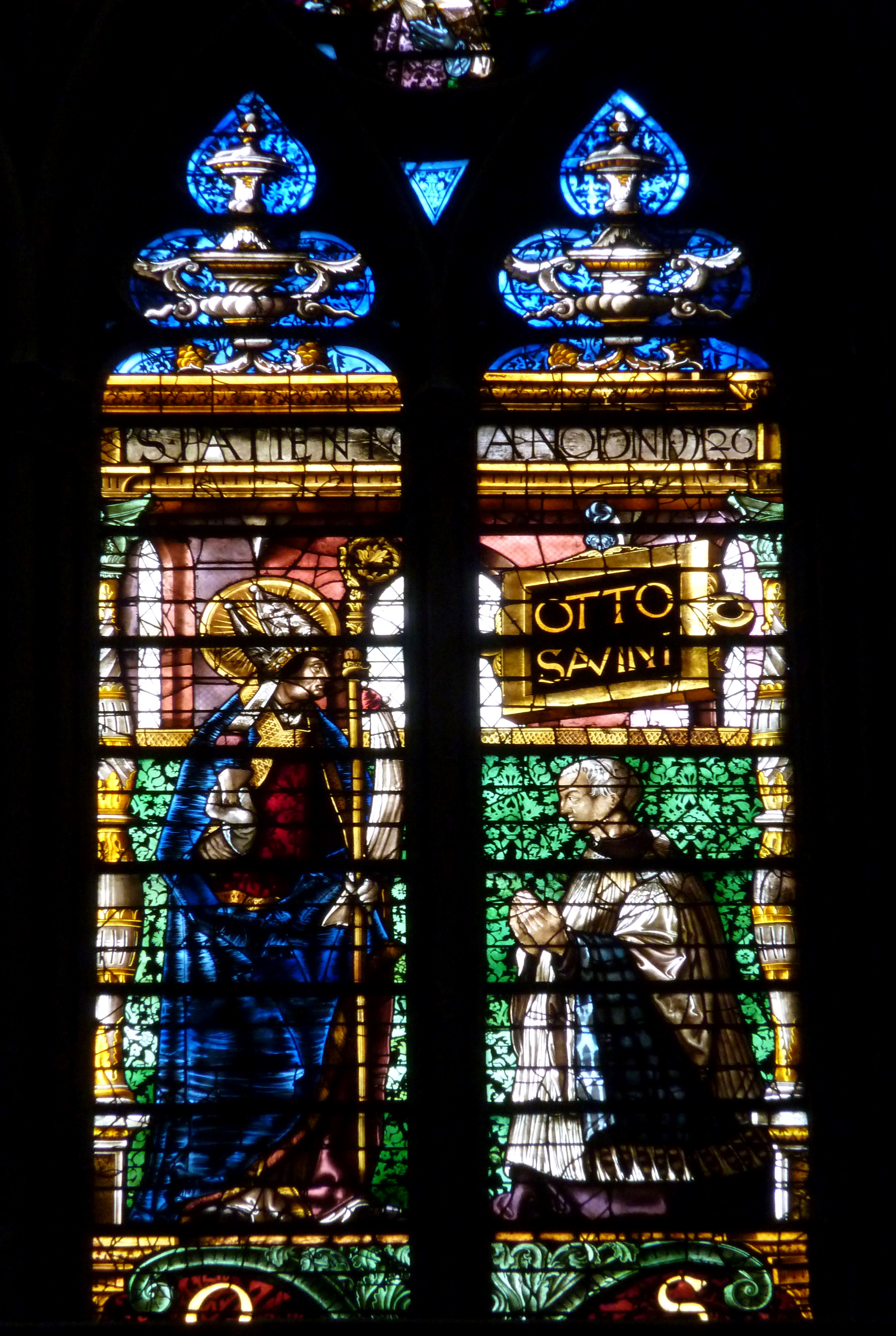
Bleiglasfenster in der Kathedrale Saint-Étienne in Metz
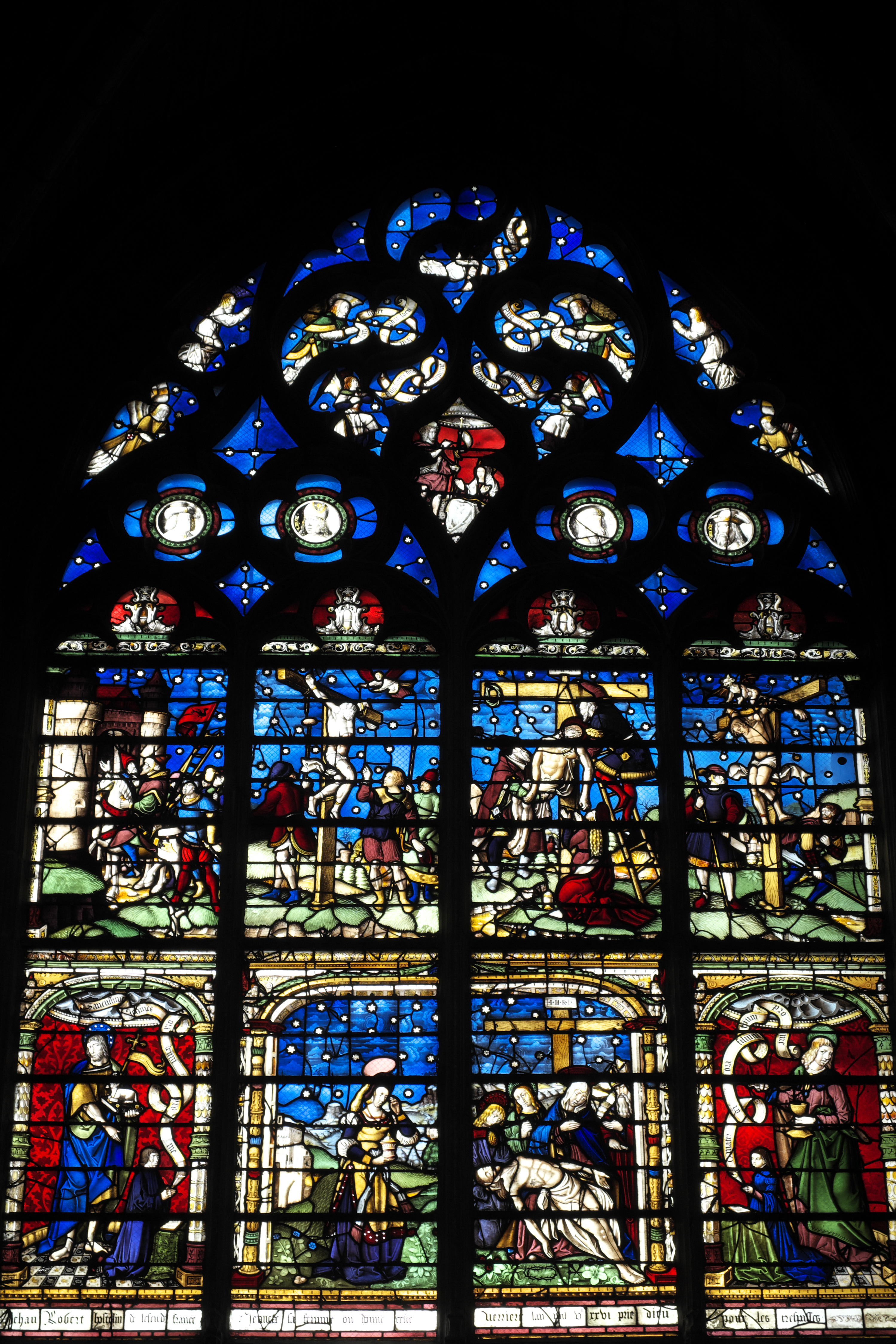
Bleiglasfenster in der Stiftskirche Notre-Dame-en-Vaux in Châlons-en-Champagne

### Buchillustrationen
- Landesordnung der Fürstlichen Grafschaft Tirol – kolorierte Holzschnittdarstellung des Erzherzogs Ferdinands I., Zeughaus, Innsbruck
- Matthaeus Silvaticus – Abbildung in seinem Buch Liber pandectarum, Turin

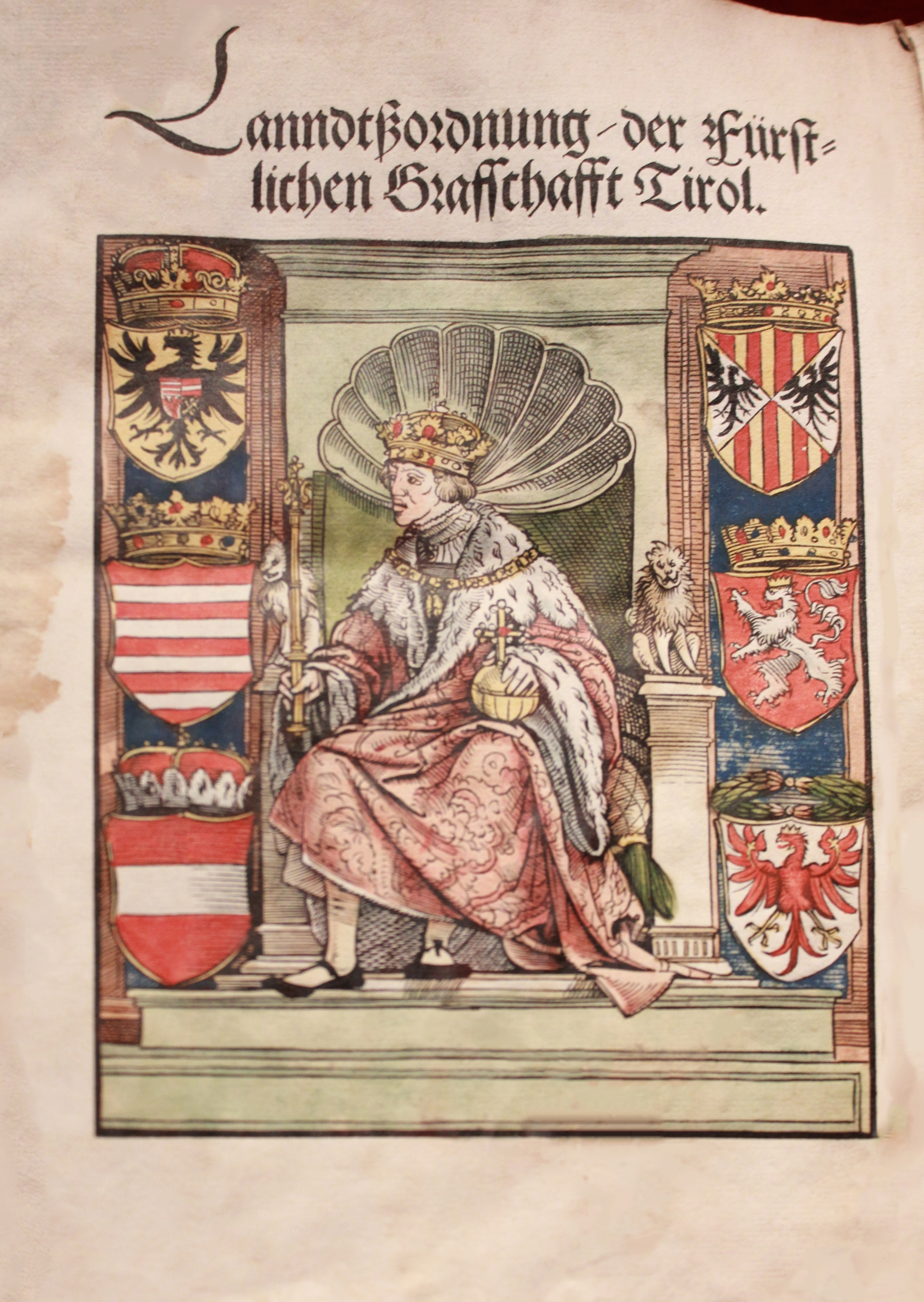
Landesordnung der Fürstlichen Grafschaft Tirol
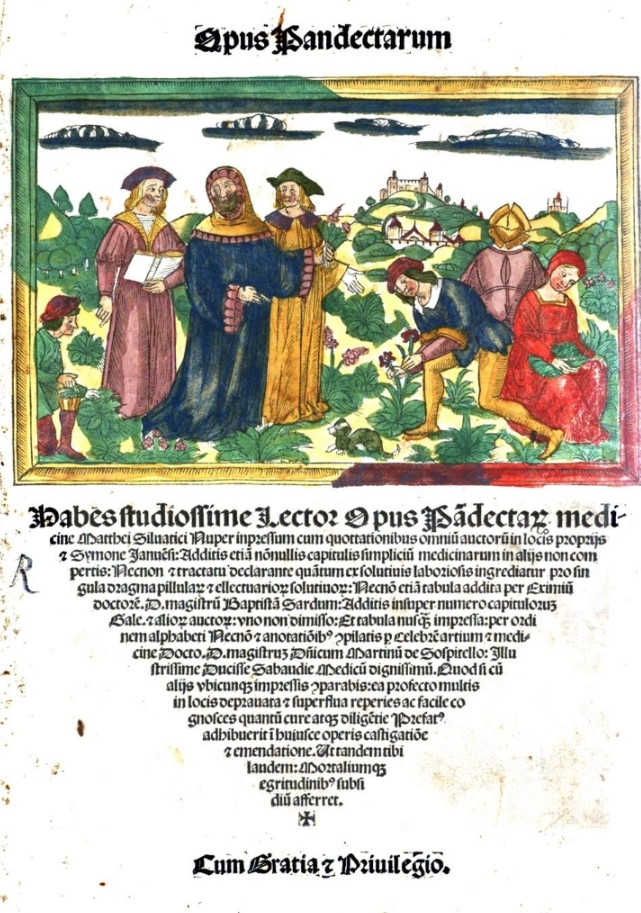
Matthaeus Silvaticus – Liber pandectarum

### Fresken
- Bernardino Luini
  - Fresken-Lünette mit dem Porträt von Francesco II. Sforza im Palazzo degli Atellani
  - Fresken-Lünette mit dem Porträt von Beatrice d’Este im Palazzo degli Atellani

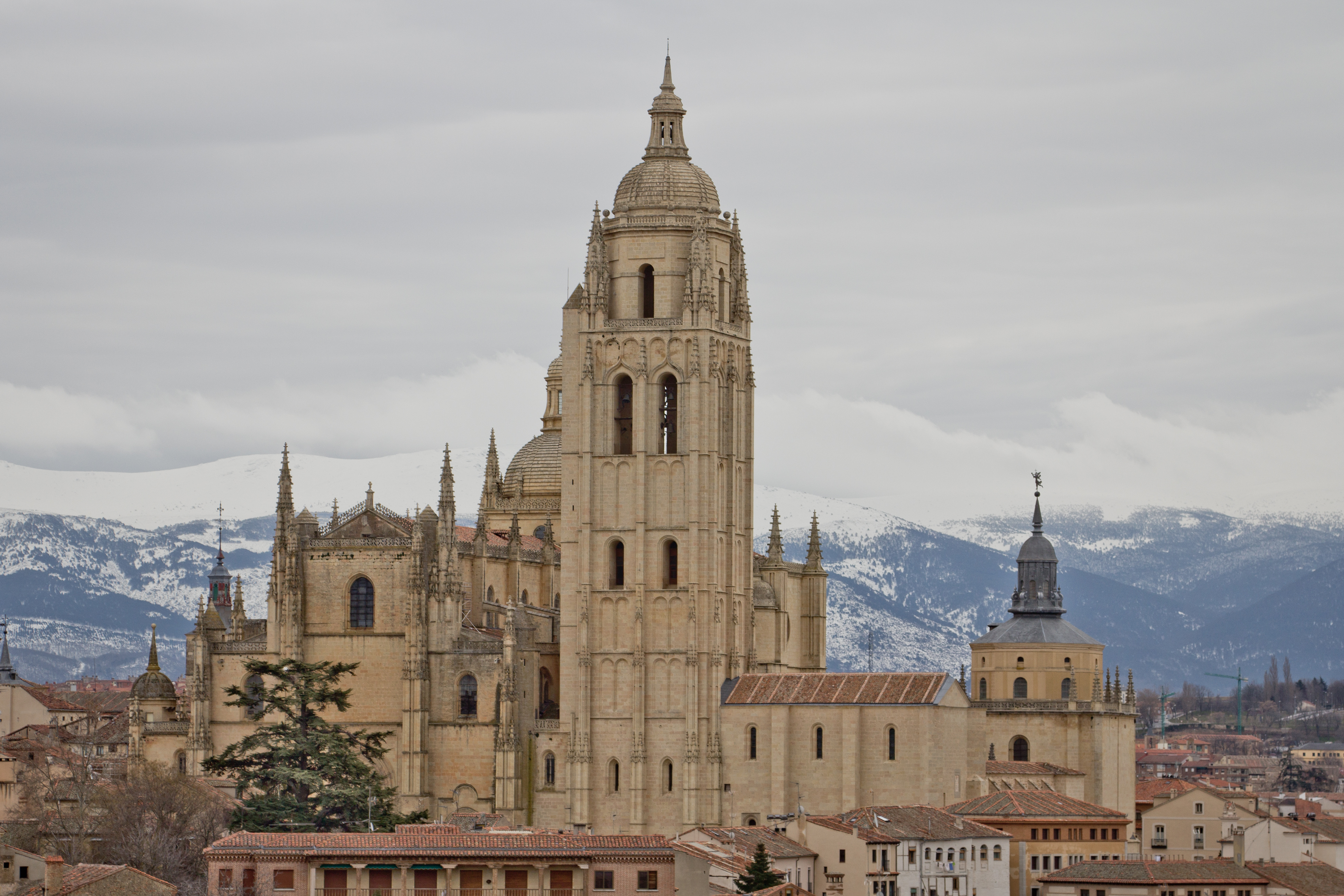
Kathedrale von Segovia

### Gemälde
- Albrecht Altdorfer
  - Kreuzigung, Gemäldegalerie, Berlin
  - Susanna und die beiden Alten, Alte Pinakothek, München
  - Kalvarienberg, Germanisches Nationalmuseum, Nürnberg
- Hans Baldung
  - Bildnis eines jungen Mannes, Musée des Beaux-Arts, Straßburg
  - Der betrunkene Bacchus, Dorotheum, Wien
  - Porträt eines 29-jährigen Mannes, Germanisches Nationalmuseum, Nürnberg
  - Bildnis Adelberg III. von Bärenfels, Kunstmuseum Basel, Basel
- Lucas Cranach der Ältere
  - Adam und Eva, Courtauld Institute of Art, London
  - Bathseba im Bade, Gemäldegalerie, Berlin
  - Bildnis der Prinzessin Sibylle von Cleve, Klassik Stiftung Weimar, Weimar
  - Bildnis einer jungen Frau, Eremitage, Sankt Petersburg
  - Kardinal Albrecht von Brandenburg als hl. Hieronymus, John and Mable Ringling Museum of Art, Sarasota
  - Katharina von Bora, etwa 1526, Wartburg-Stiftung
  - Martin Luther, Wartburg-Stiftung
  - Porträt des Kardinals Albrecht von Brandenburg, Eremitage, Sankt Petersburg
- Albrecht Dürer
  - Maria mit Kind, eine Birne haltend, Galleria degli Uffizi, Florenz
  - Bildnis Johannes Kleberger, Kunsthistorisches Museum, Wien
  - Sogenannte Vier Apostel, Alte Pinakothek, München
  - Bildnis Hieronymus Holzschuher, Gemäldegalerie der Staatlichen Museen – Preußischer Kulturbesitz, Berlin
  - Bildnis Jakob Muffels, Gemäldegalerie der Staatlichen Museen – Preußischer Kulturbesitz, Berlin
  - Madonna und Kind mit einer Birne, Uffizien, Florenz
- Hans Dürer – Der heilige Hieronymus, Nationalmuseum in Krakau, Krakau
- Bernardino Fasolo – Geburt Jesu, Städtisches Museum, Pavia
- Defendente Ferrari
  - Der zwölfjährige Christus im Tempel, Staatsgalerie Stuttgart, Stuttgart
  - Madonna mit Kind, Rijksmuseum, Amsterdam
- Innocenzo Francucci – Jungfrau mit Jesuskind und den Heiligen Johannes der Täufer, Petrus und Paulus, Joachim und Anna, Dom von Faenza
- Hans Holbein der Jüngere
  - Lais of Corinth, Kunstmuseum Basel, Basel
  - Madonna des Bürgermeisters Jacob Meyer zum Hasen (Darmstädter Madonna), Sammlung Würth
  - Noli me tangere, Royal Collection
  - Venus und Amor, Kunstmuseum Basel, Basel
- Lorenzo Lotto
  - Christus auf dem Weg nach Golgotha (Cristo portacroce), Louvre, Paris
  - Christus und die Ehebrecherin, Louvre, Paris, um 1526
  - Pala von San Francesco al Monte, Pinacoteca Civica (Palazzo Pianetti), Jesi
  - Portrait eines jungen Mannes
- Hans Maler zu Schwaz – Porträt Matthäus Schwarz
- Quentin Massys – Anbetung der Könige, Metropolitan Museum of Art, New York City
- Alessandro Moretto
  - Himmelfahrt Mariä, Alter Dom (Duomo vecchio), Brescia
  - Bildnis eines Edelmannes, National Gallery, London
- Sebastiano del Piombo
  - Bildnis des Condottiere Andrea Doria, Villa del Principe, Genua
  - Bildnis des Papstes Clemens VII.
- Jacopo da Pontormo – Geburt von Johannes dem Täufer, Uffizien, Florenz
- Wilhelm Stetter – Anbetung der Könige, The Walters Art Museum, Baltimore
- Hans Wertinger
  - Bildnis des Pfalzgrafen Johann III., Administrator des Bistums Regensburg
  - Bildnisdiptychon – Linke Tafel: Bildnis des Herzogs Wilhelm IV. von Bayern – Rechte Tafel: Bildnis der Maria Jakobäa von Baden, Herzogin von Bayern
  - Herzog Wilhelm IV. von Bayern Rückseite: Wappen Bayern-Baden und Devise – Bayerische Staatsgemäldesammlungen

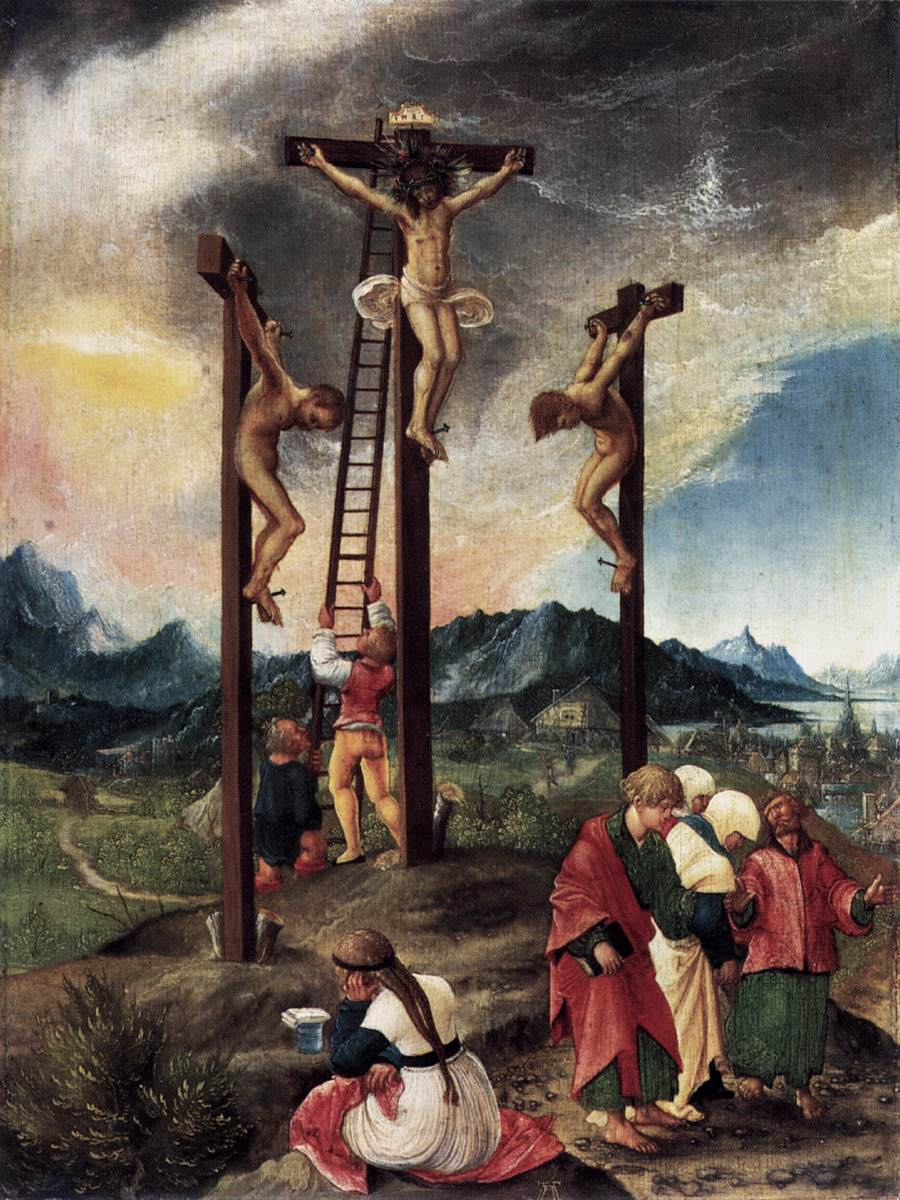
Albrecht Altdorfer – Kreuzigung
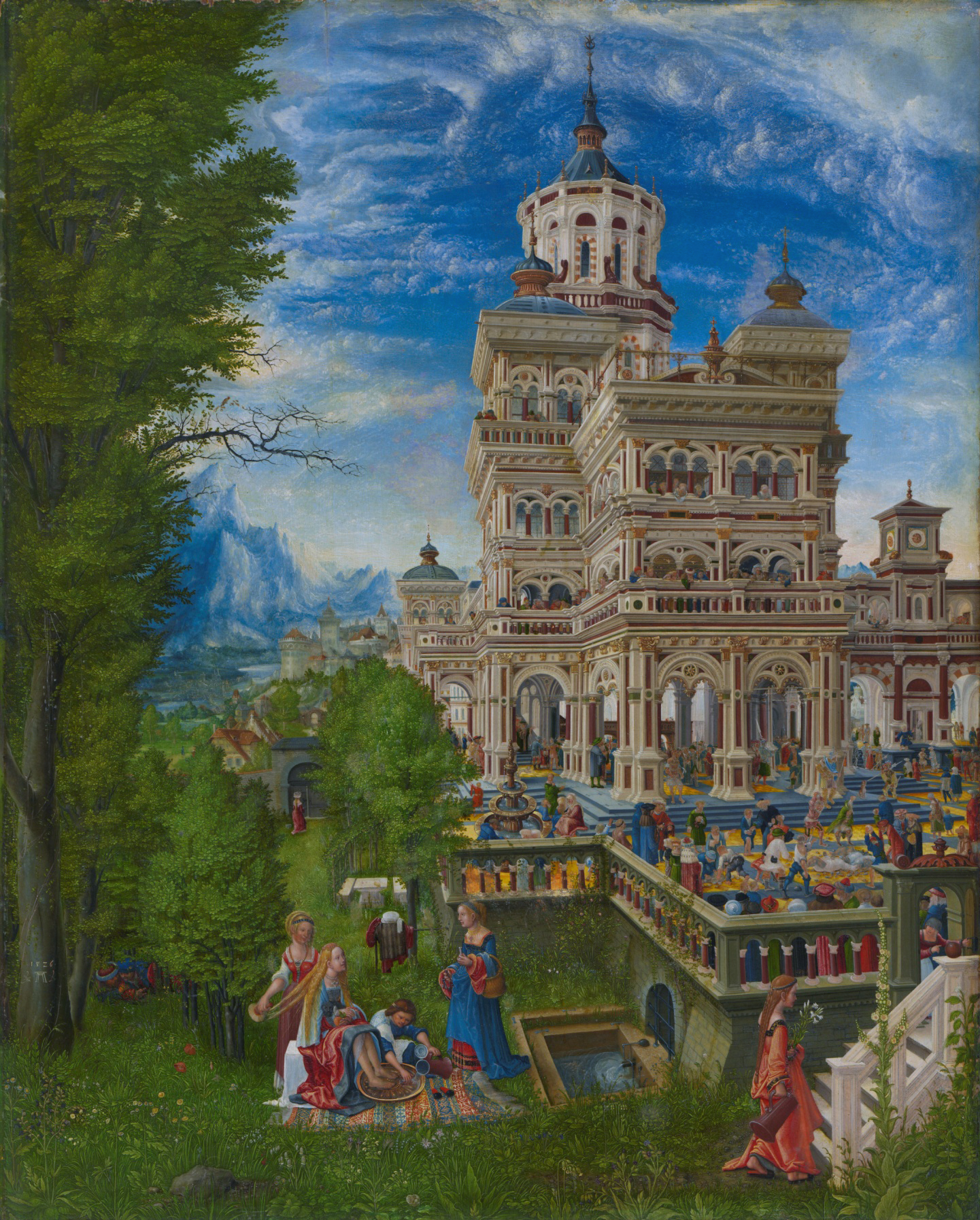
Albrecht Altdorfer – Susanna und die beiden Alten
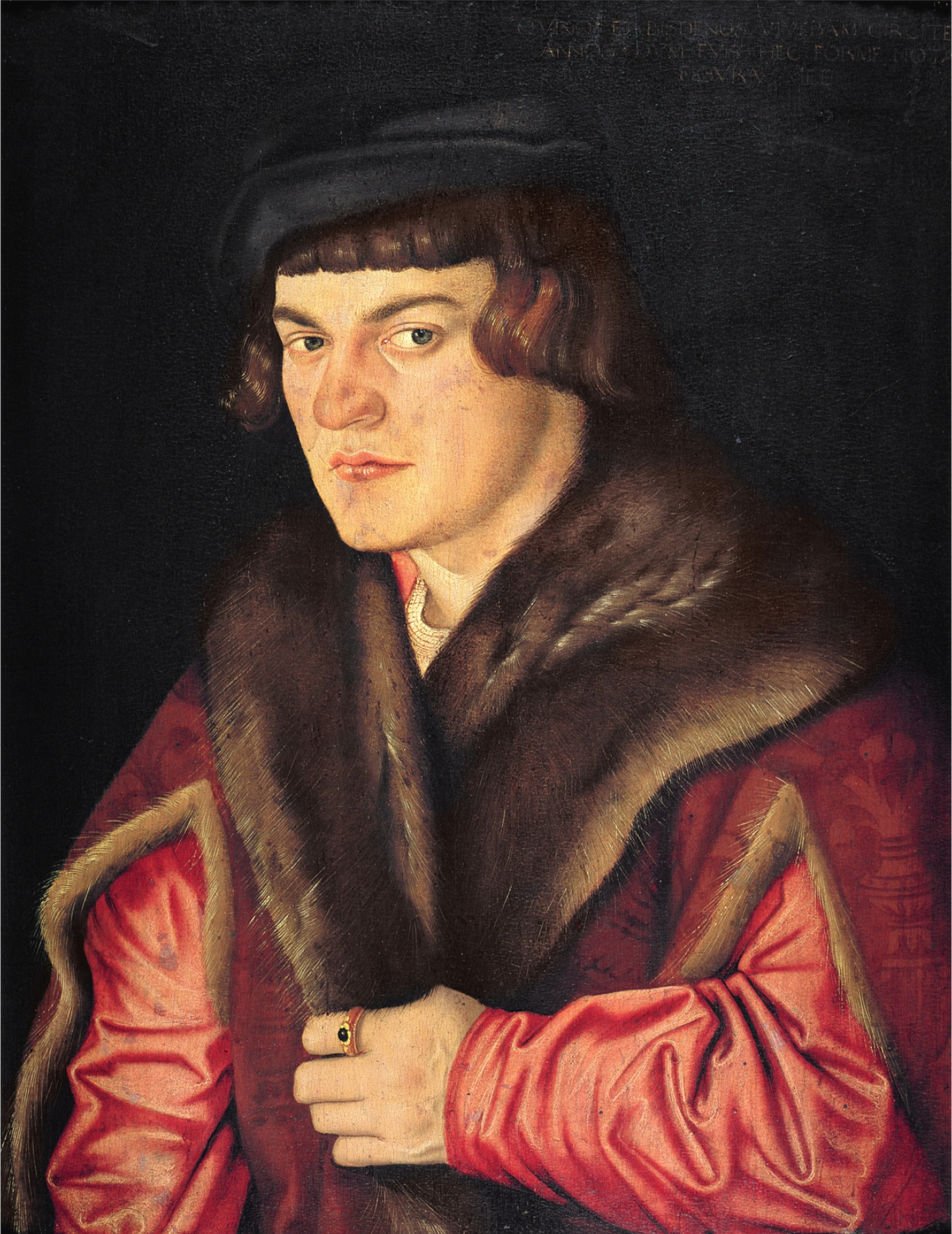
Hans Baldung – Bildnis eines jungen Mannes
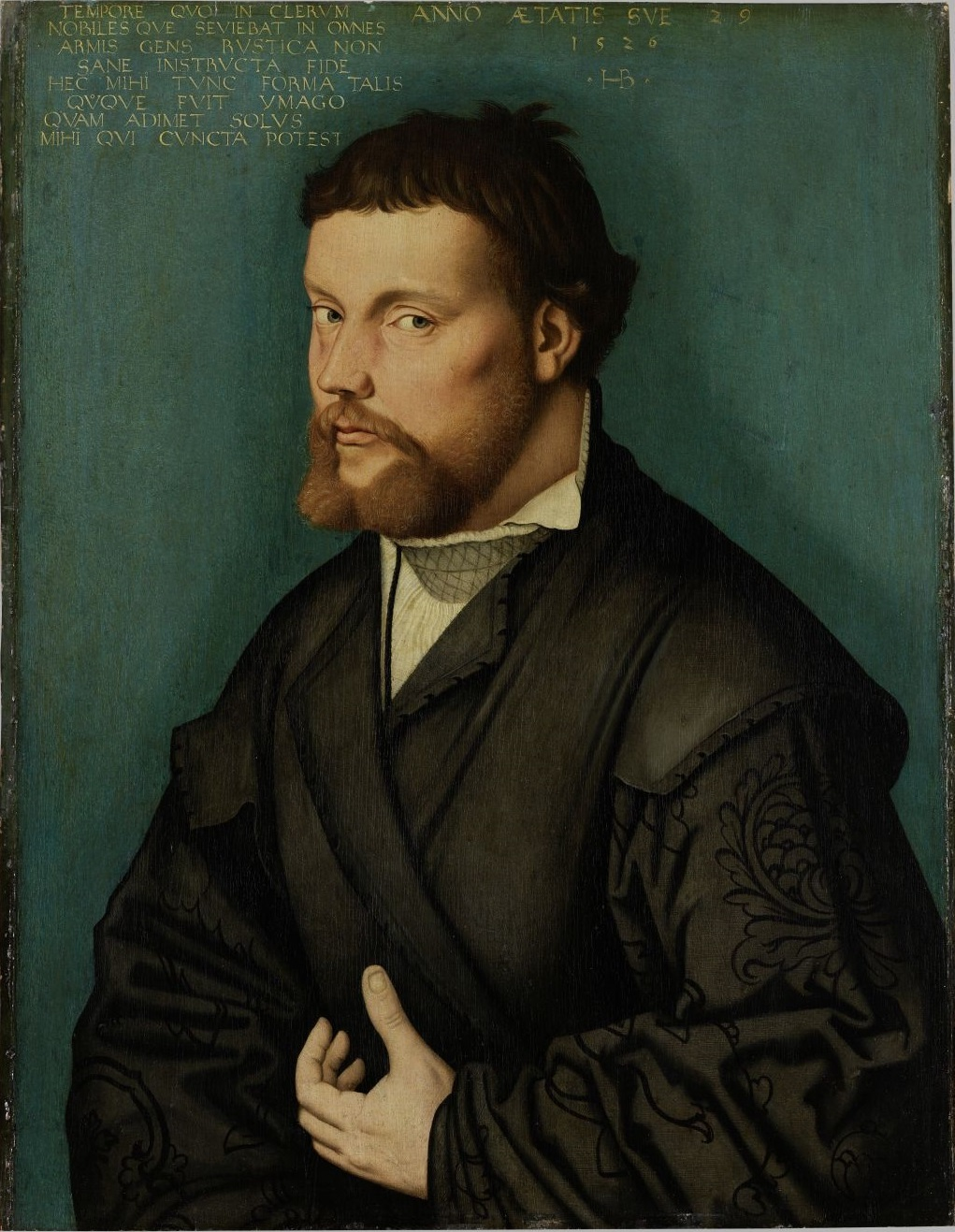
Hans Baldung – Porträt eines 29-jährigen Mannes
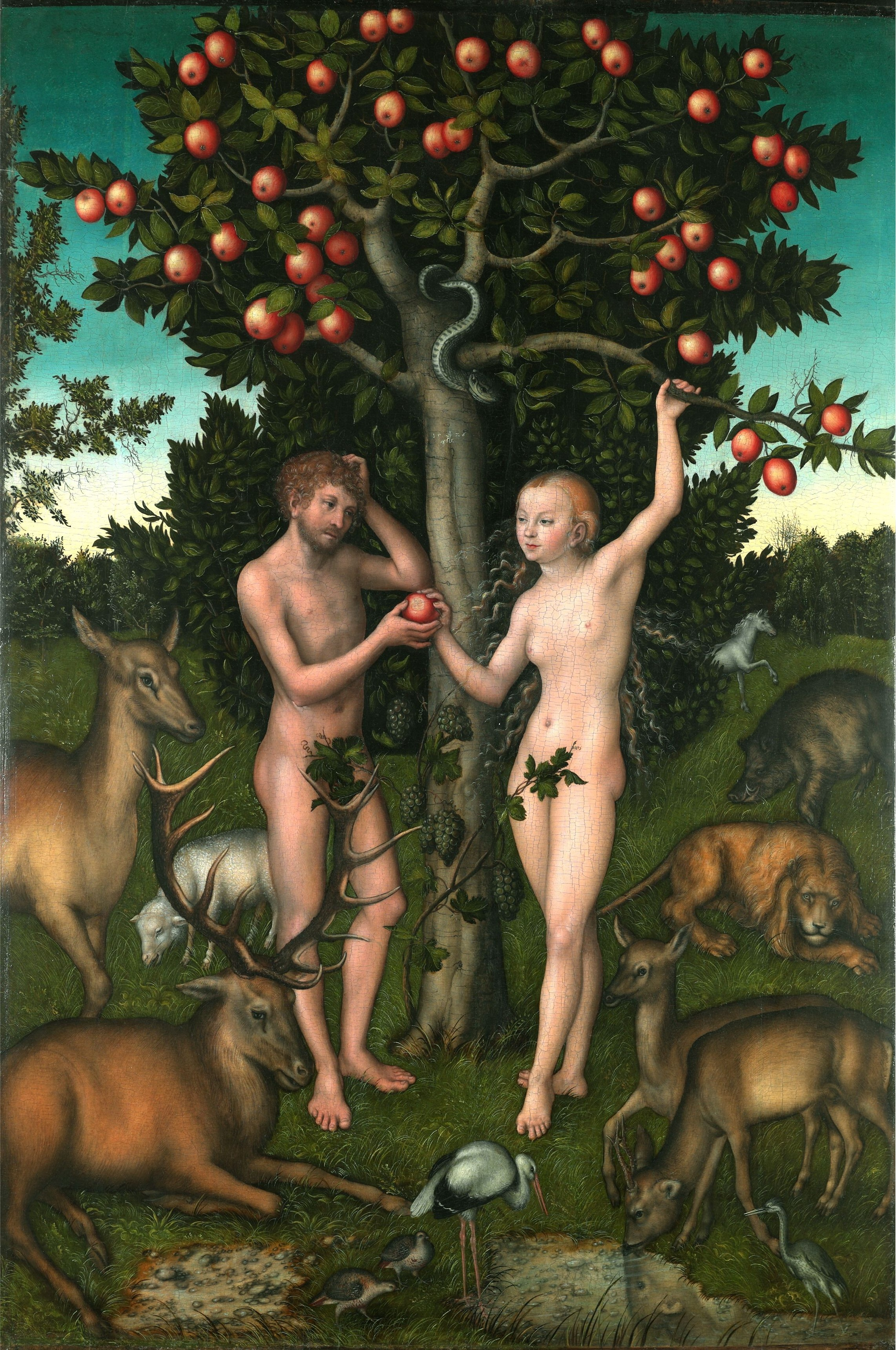
Lucas Cranach der Ältere –Adam und Eva
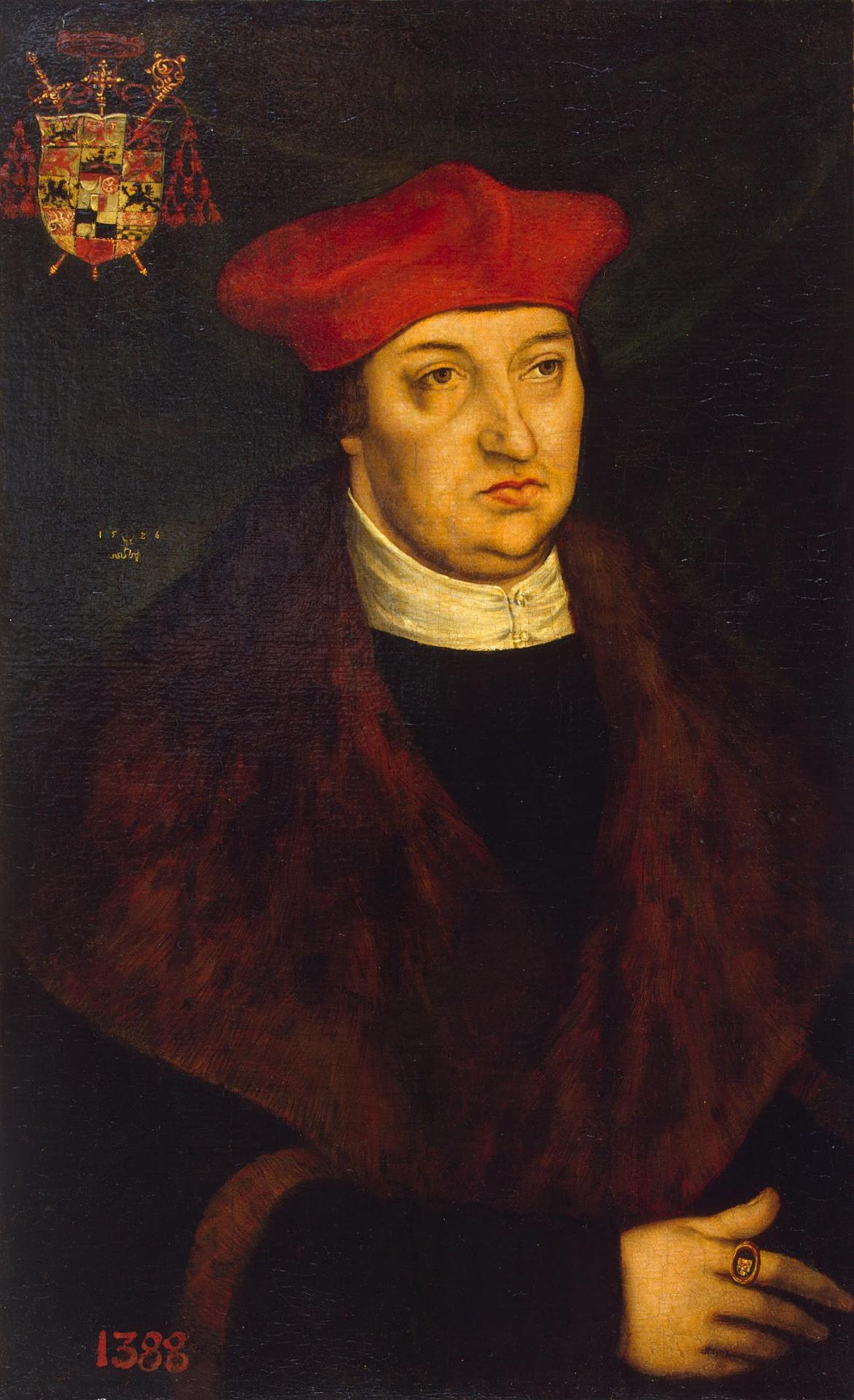
Lucas Cranach der Ältere – Porträt des Kardinals Albrecht von Brandenburg
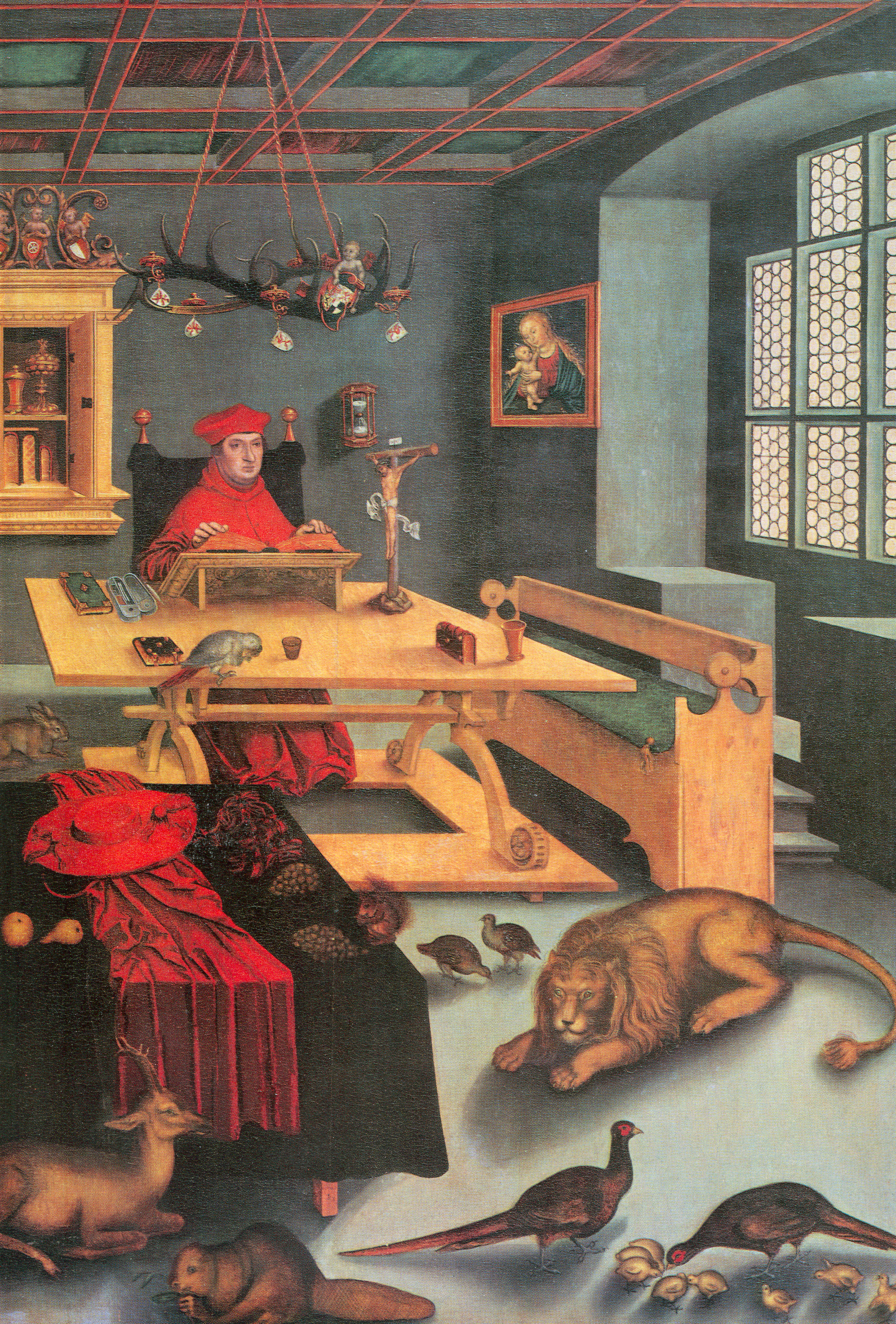
Lucas Cranach der Ältere –Albrecht von Brandenburg als hl. Hieronymus
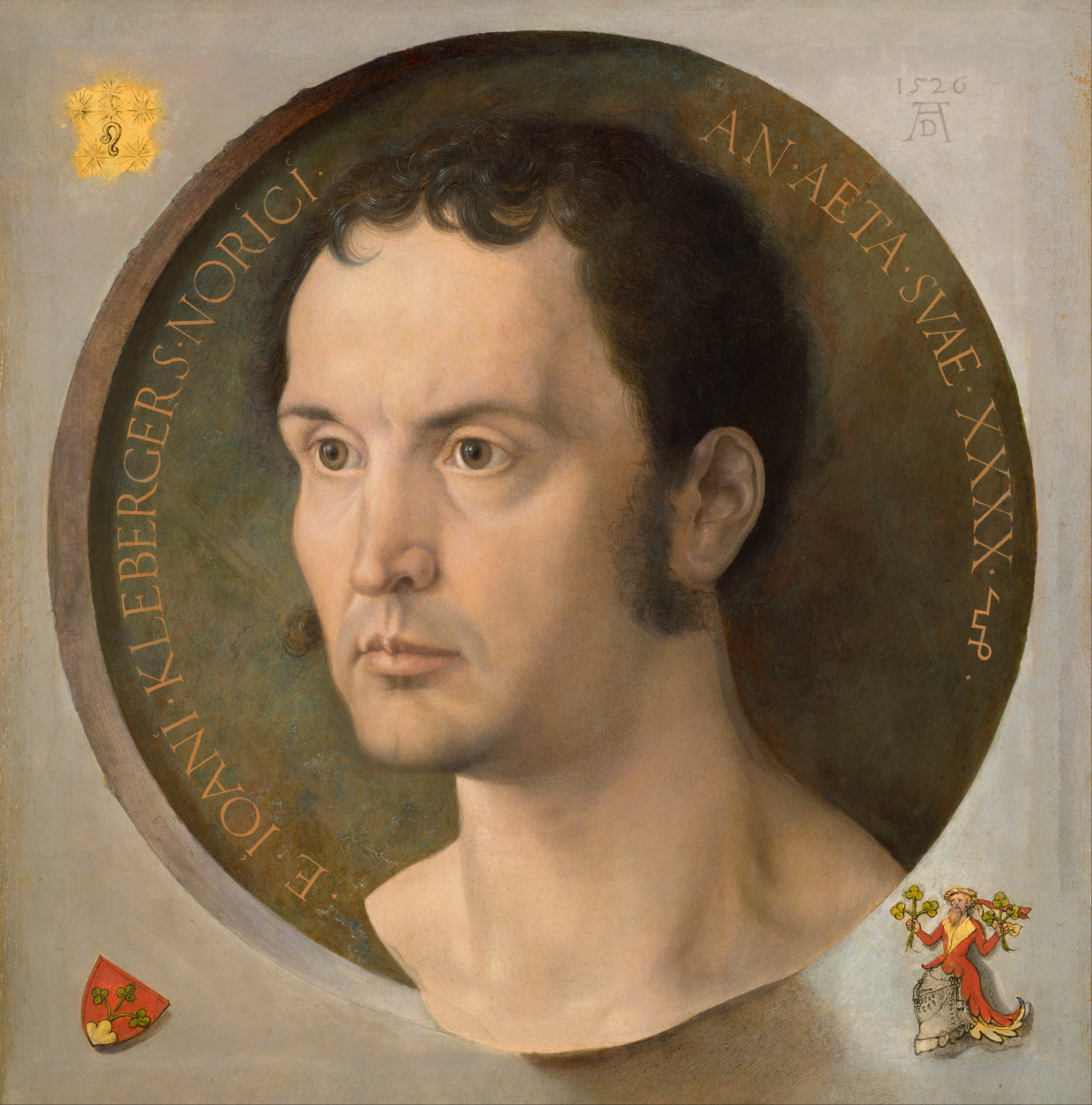
Albrecht Dürer – Bildnis Johannes Kleberger
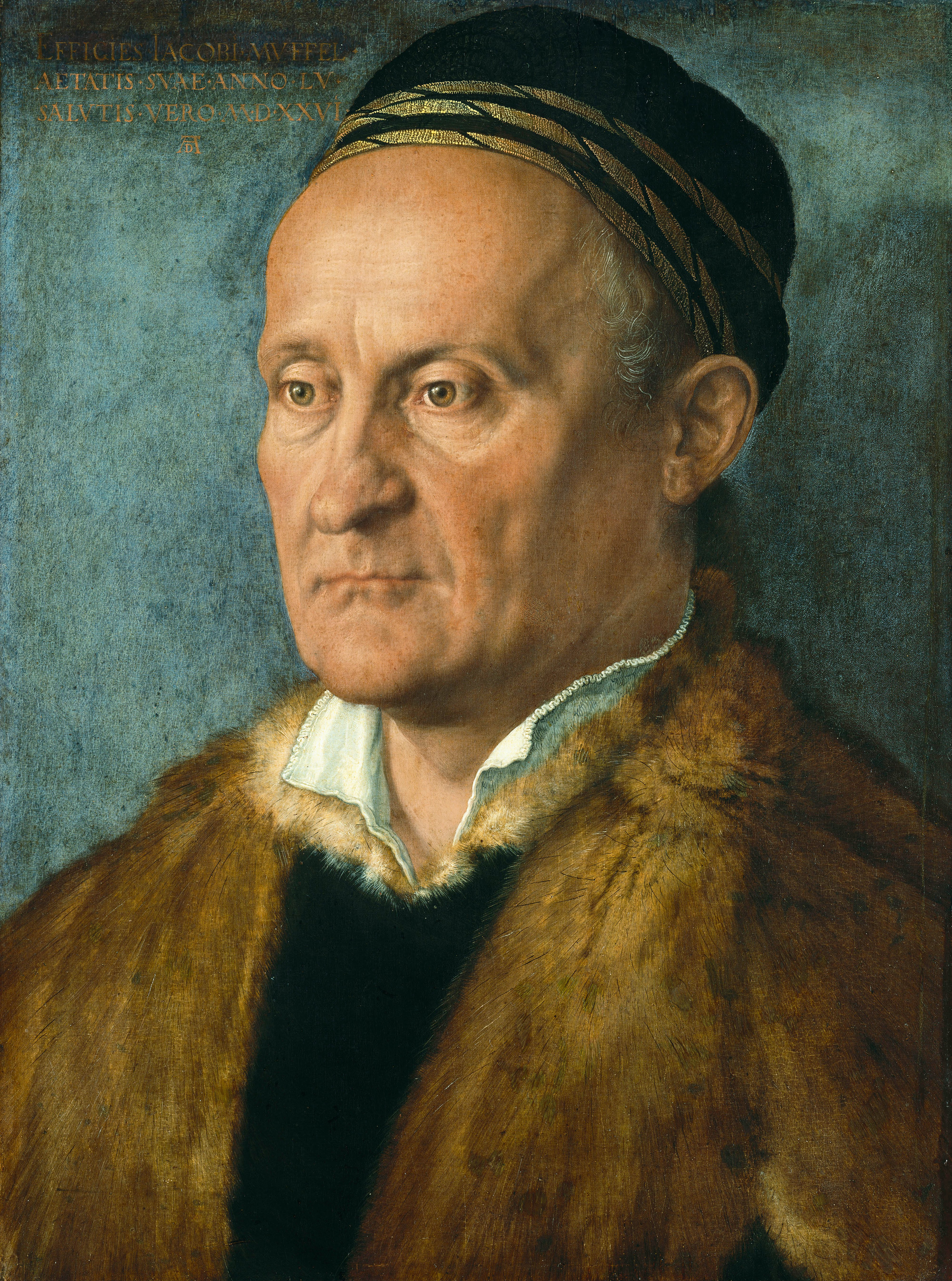
Albrecht Dürer – Bildnis Jakob Muffels
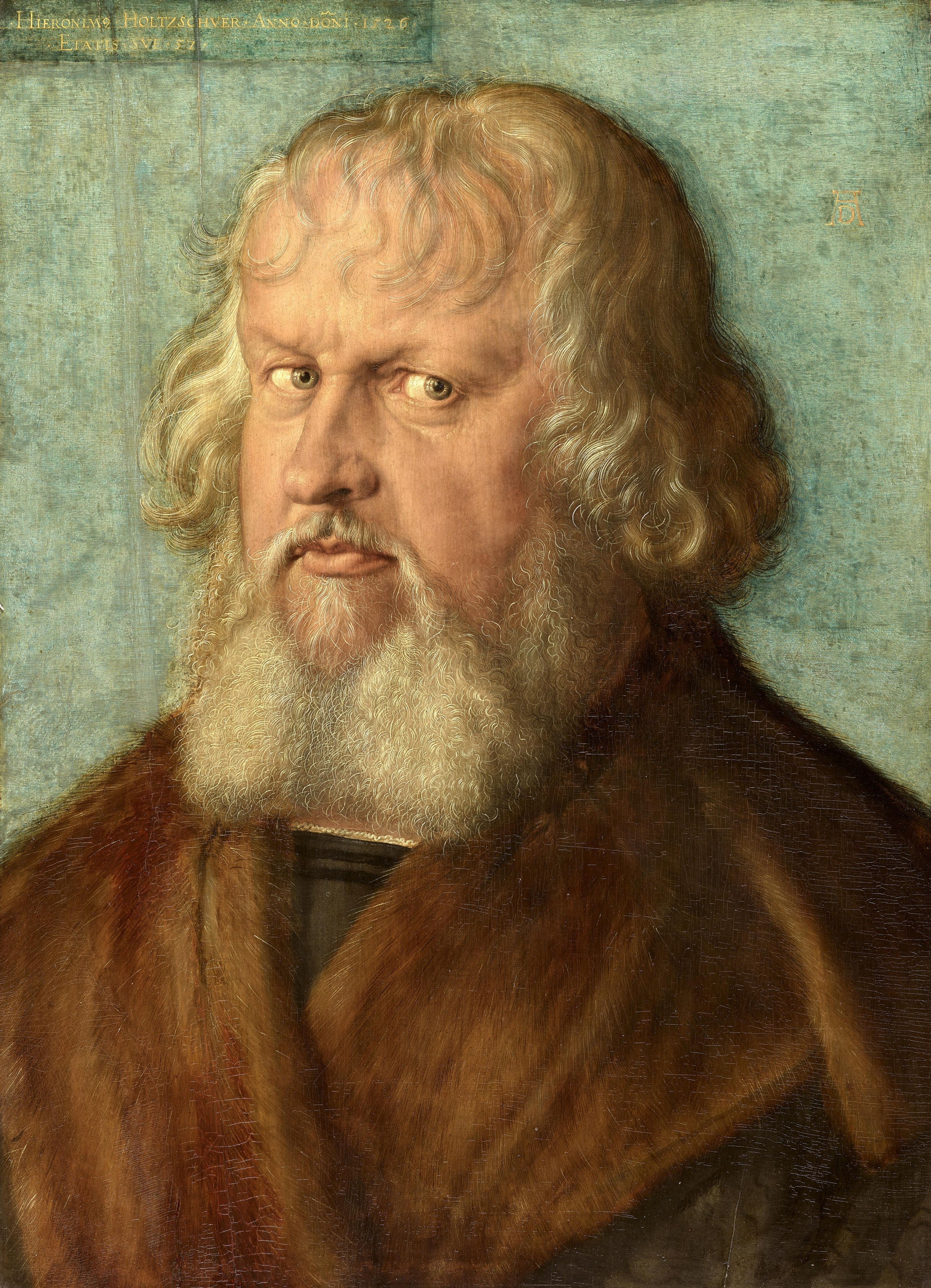
Albrecht Dürer – Bildnis Hieronymus Holzschuher
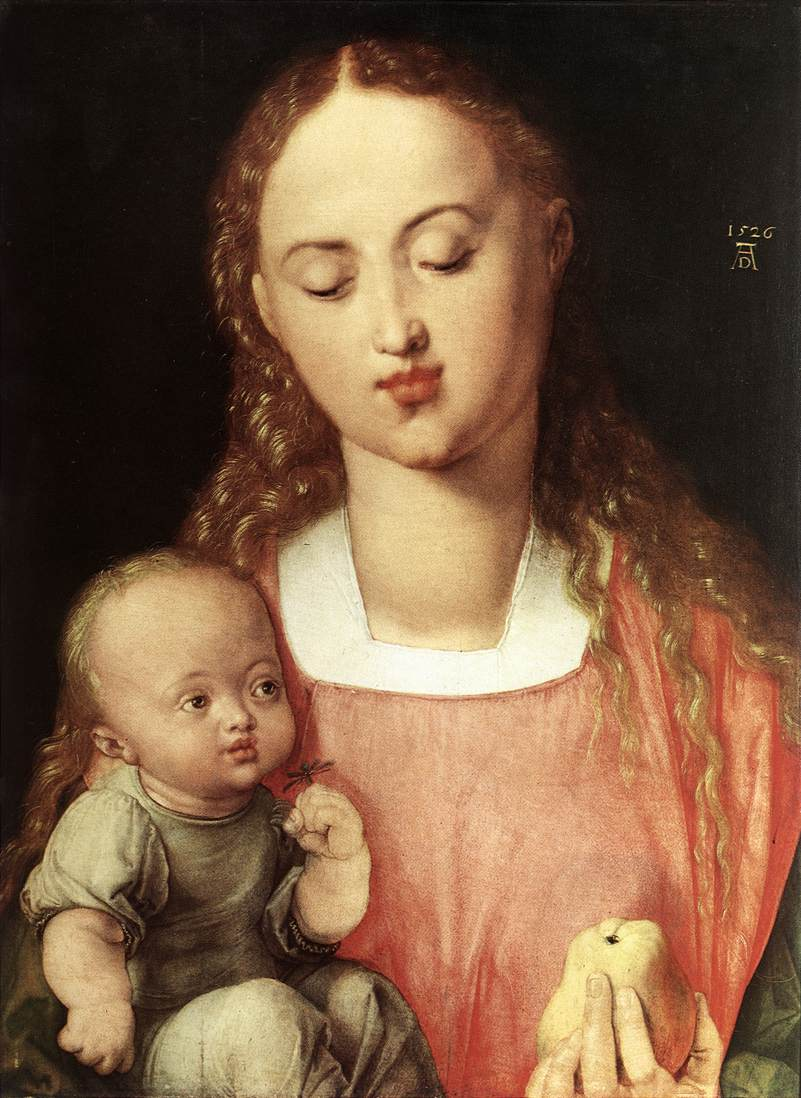
Albrecht Dürer – Madonna und Kind mit einer Birne
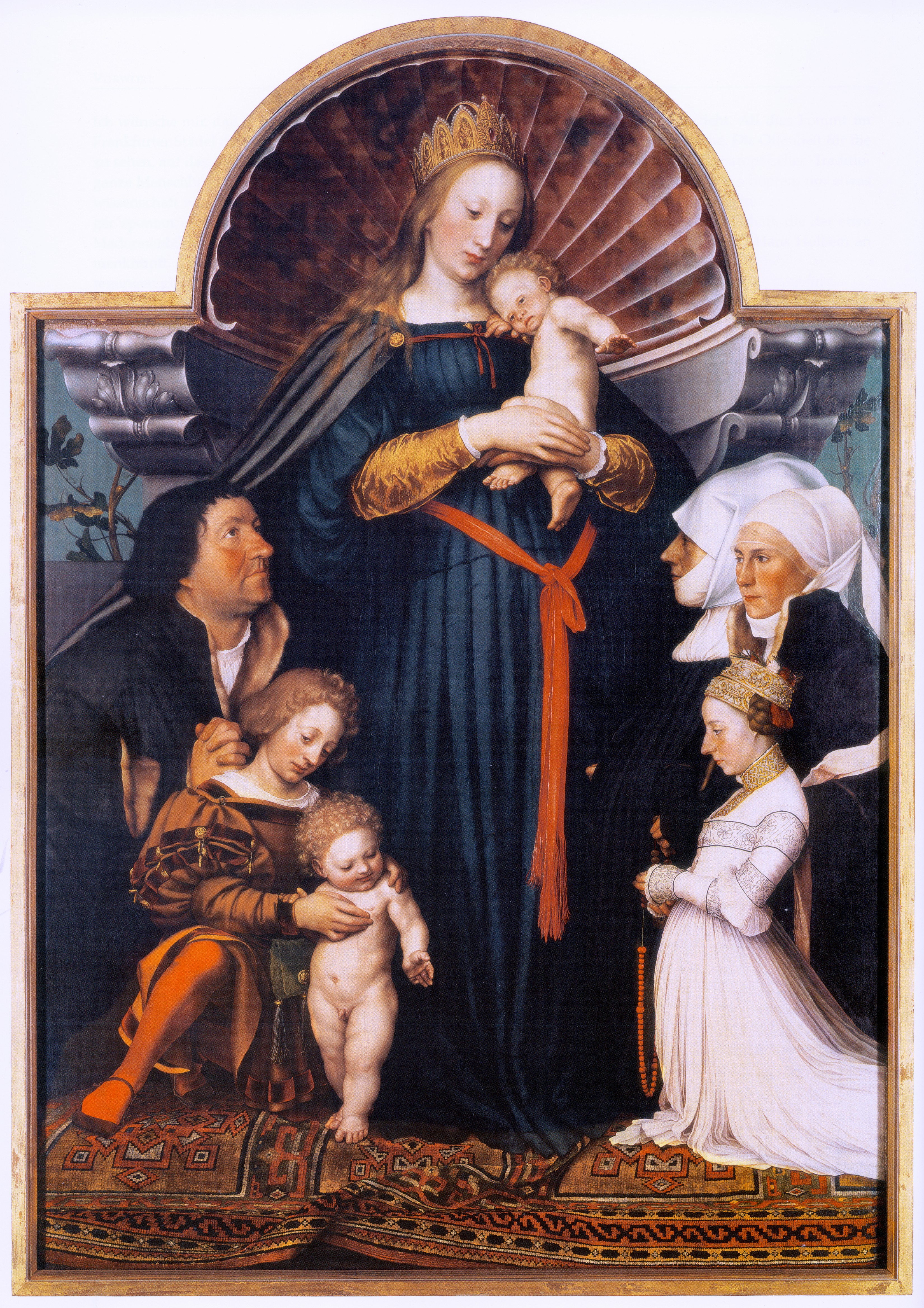
Hans Holbein der Jüngere – Darmstädter Madonna
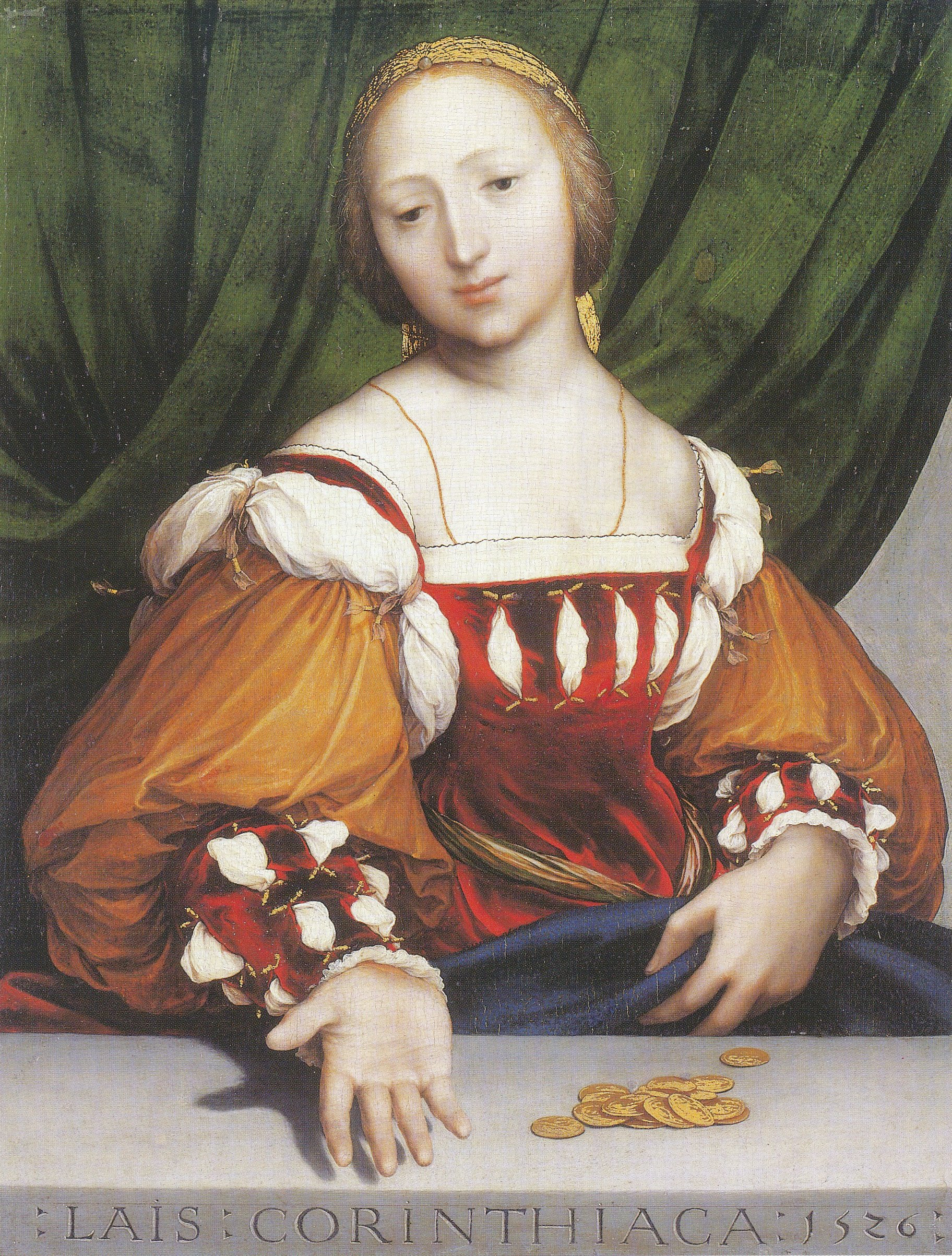
Hans Holbein der Jüngere – Lais of Corinth
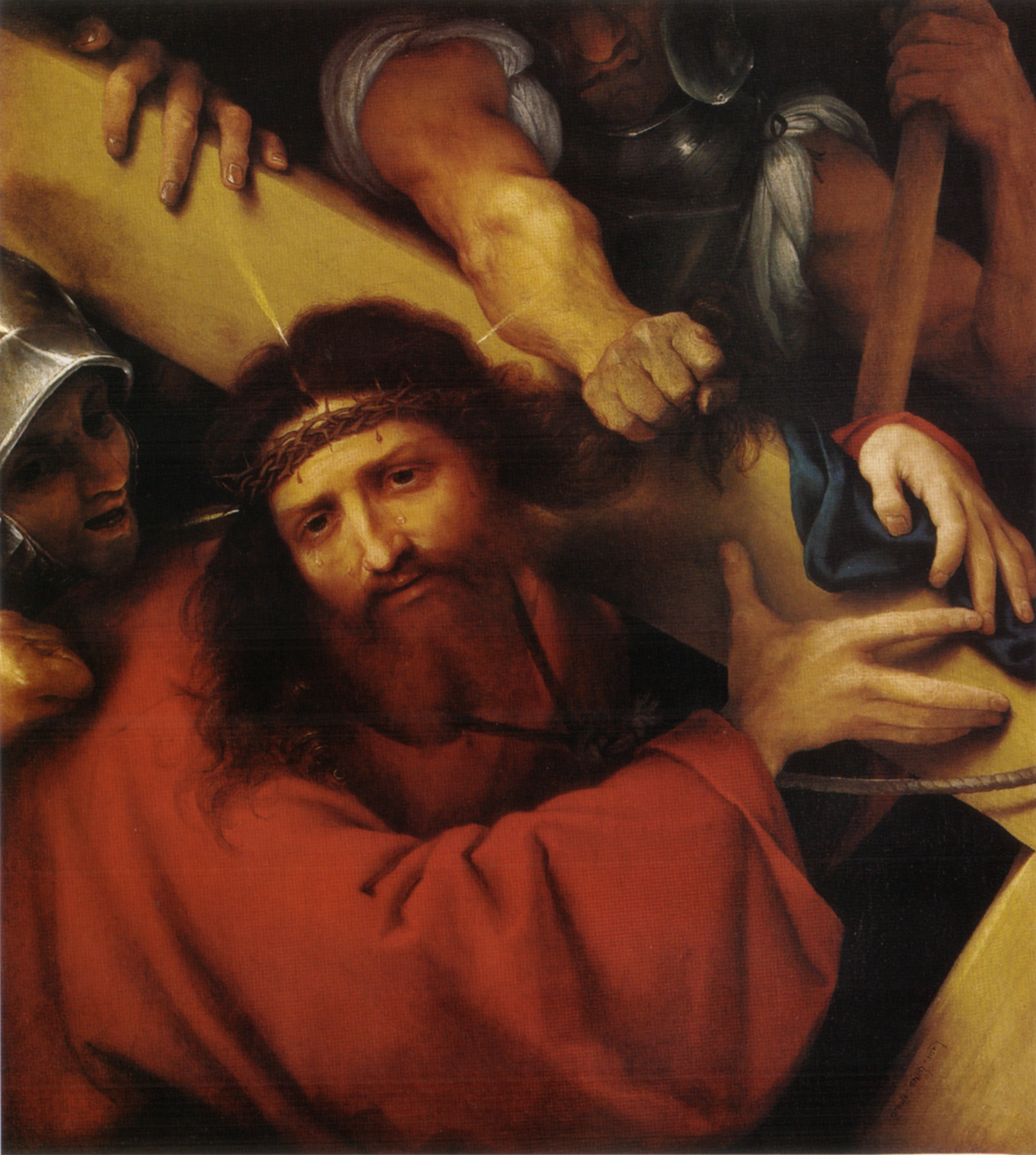
Lorenzo Lotto – Christus auf dem Weg nach Golgotha
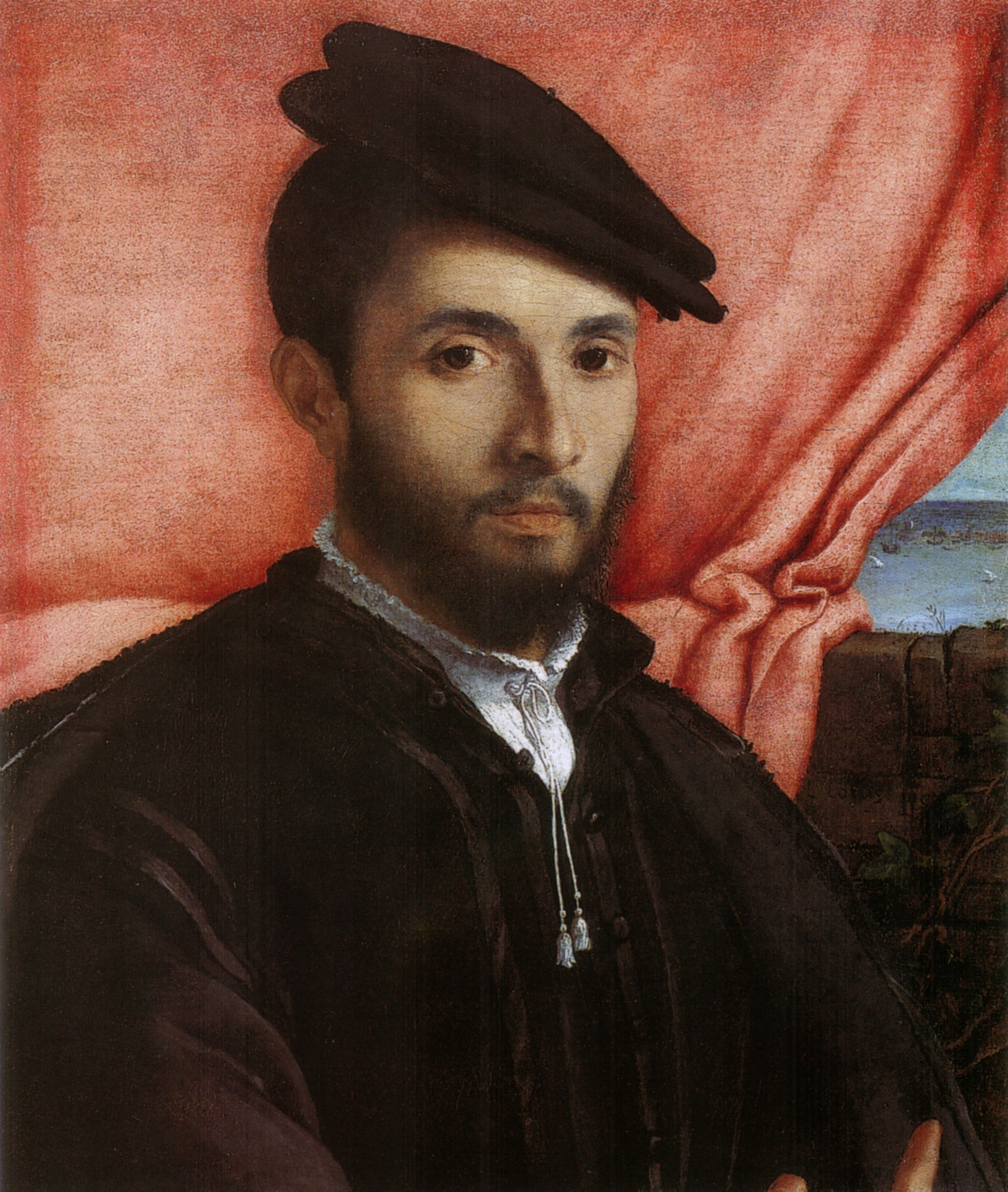
Lorenzo Lotto – Portrait eines jungen Mannes
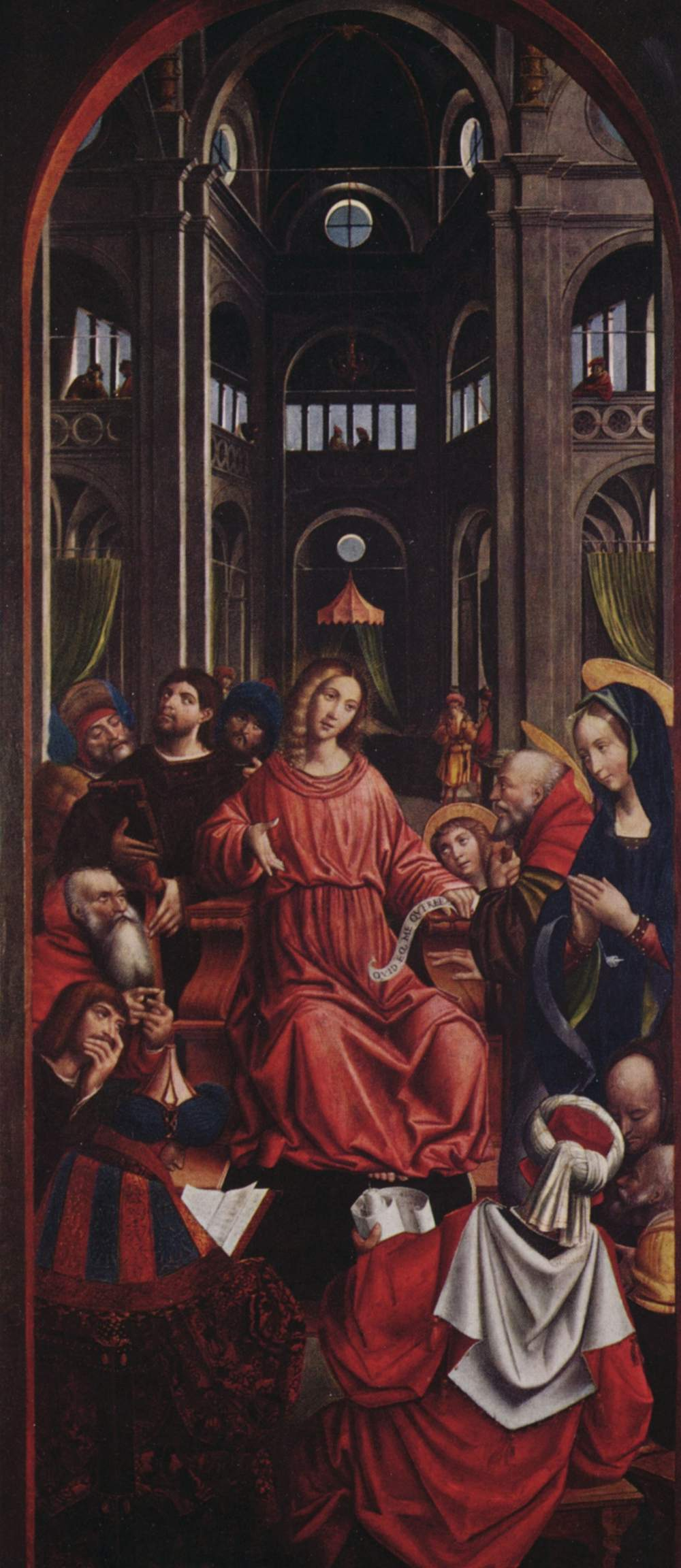
Defendente Ferrari – Der zwölfjährige Christus im Tempel
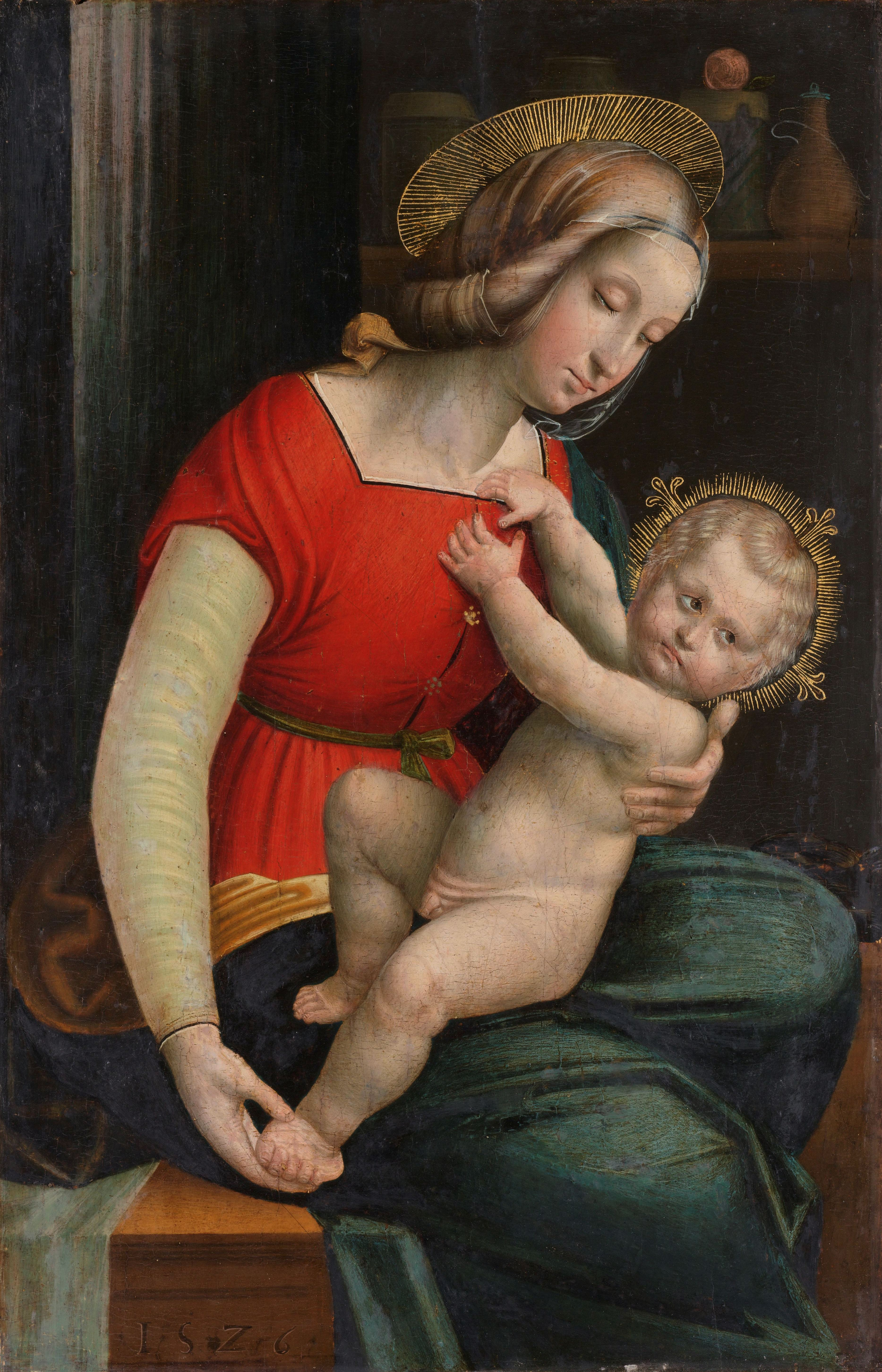
Defendente Ferrari – Madonna mit Kind
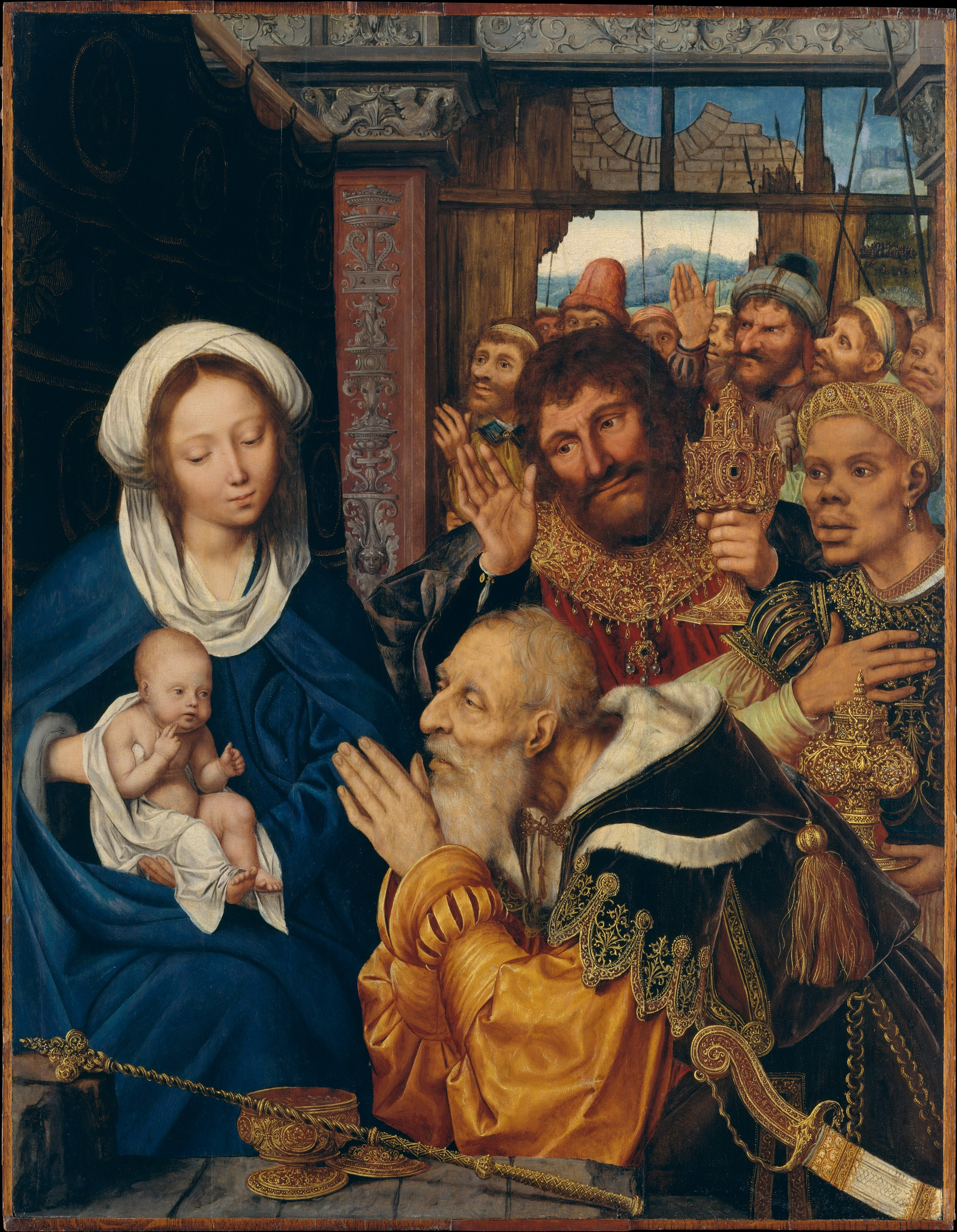
Quentin Massys – Anbetung der Könige
Sebastiano del Piombo – Bildnis des Condottiere Andrea Doria
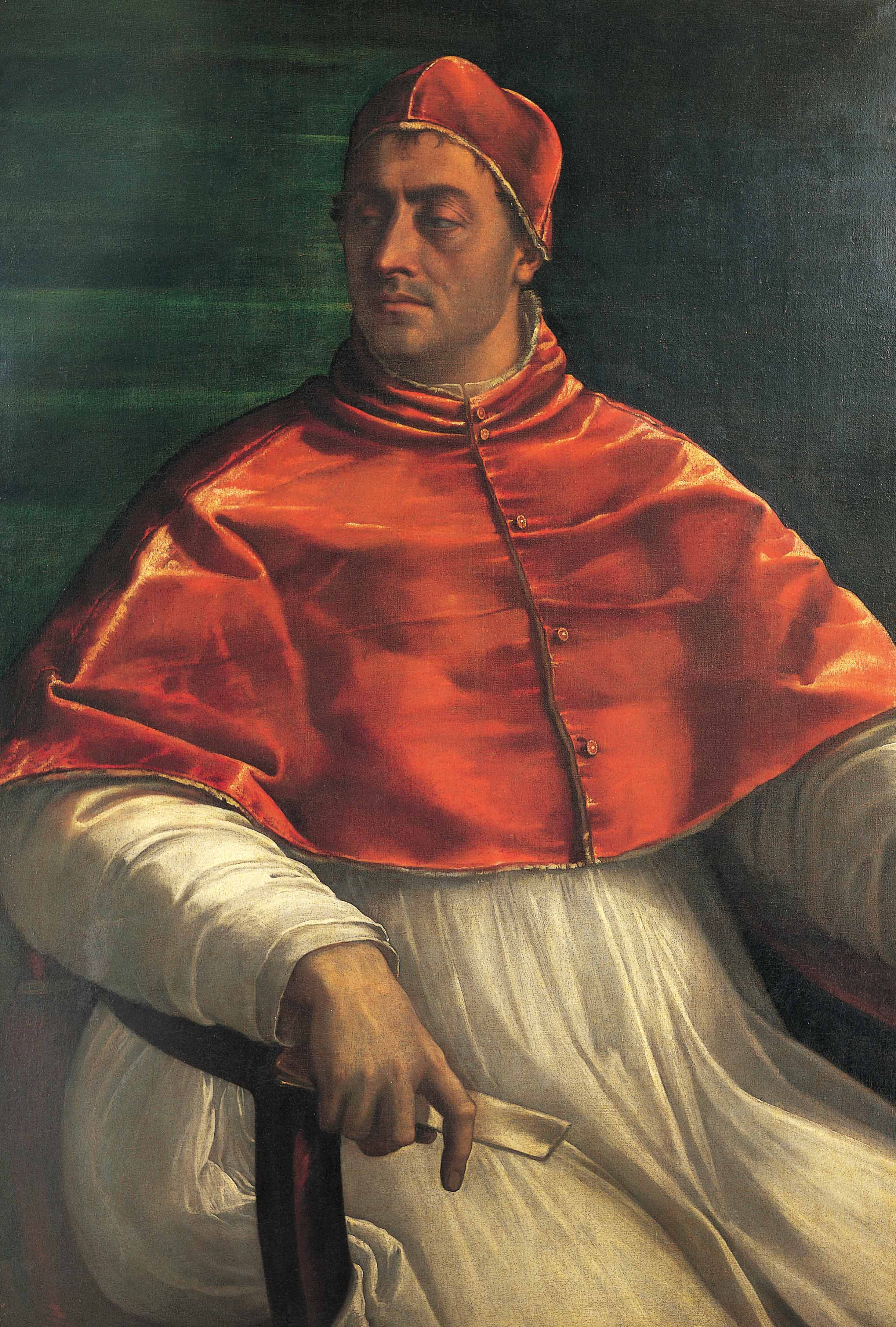
Sebastiano del Piombo – Bildnis des Papstes Clemens VII.
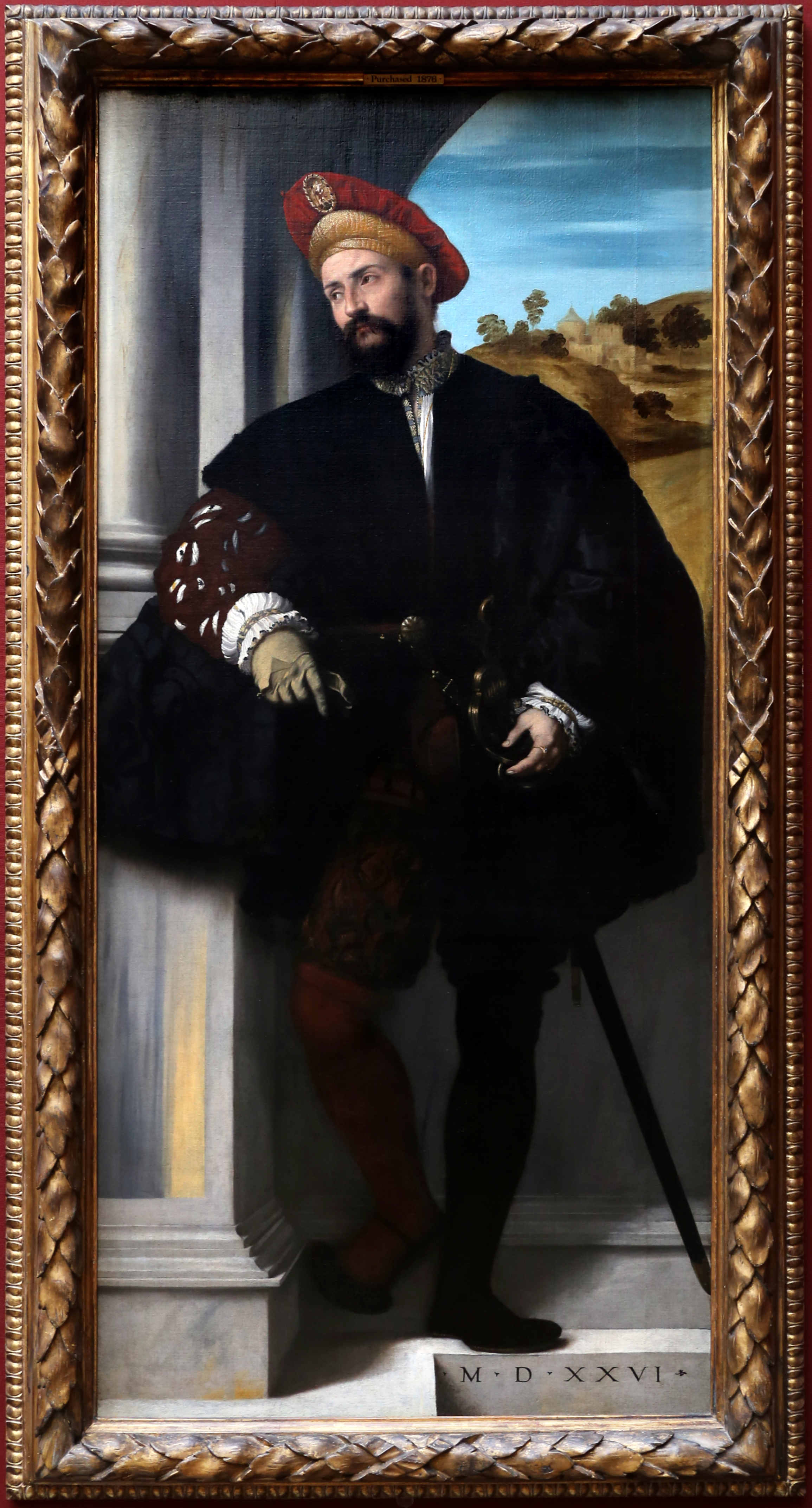
Alessandro Moretto – Bildnis eines Edelmannes

### Holzschnitte
- Hans Holbein der Jüngere – Der Totentanz, National Gallery of Art, Washington D.C.

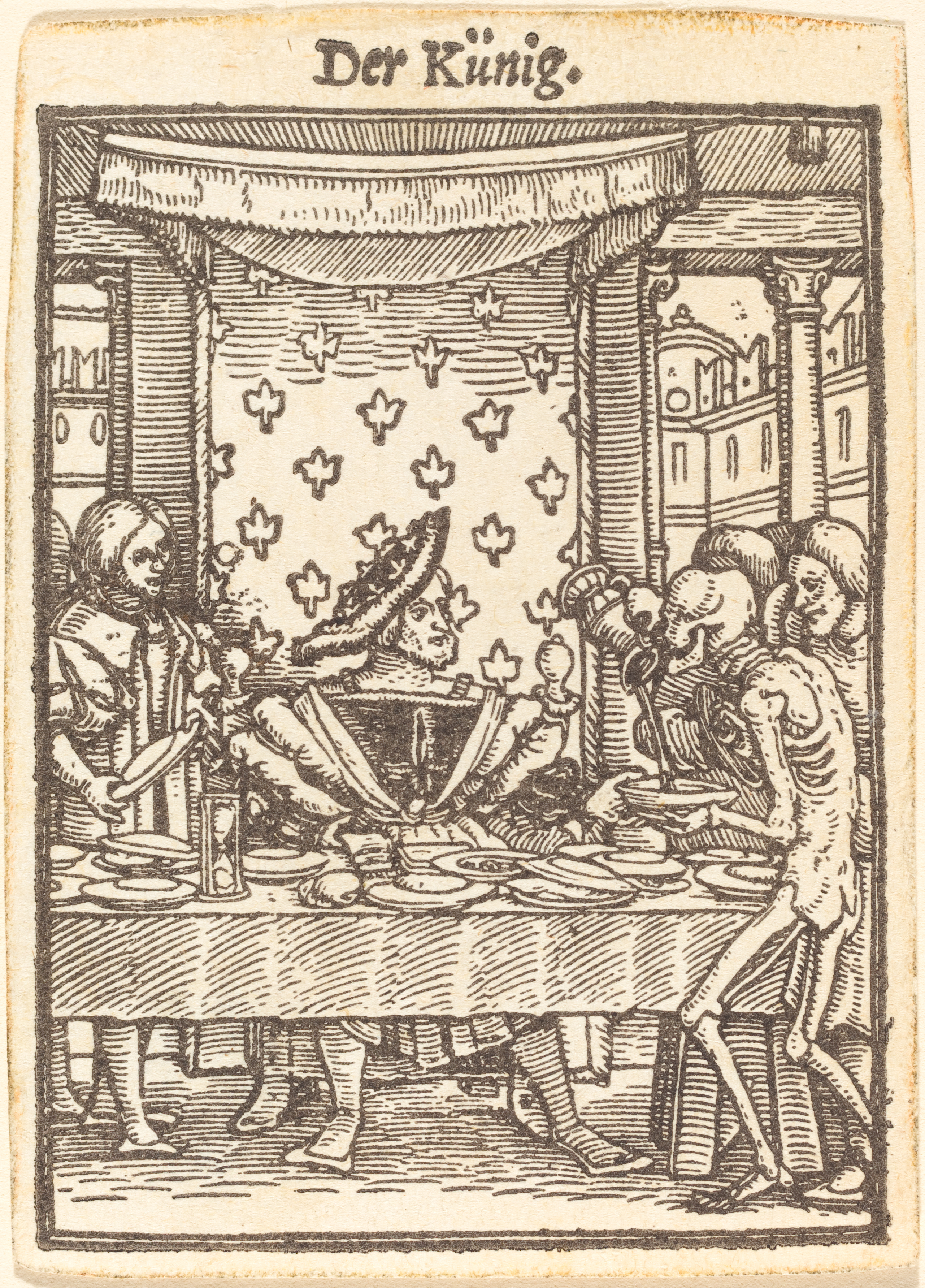
Hans Holbein der Jüngere – Der Totentanz

### Kupferstiche
- Albrecht Dürer
  - Erasmus von Rotterdam, Städelsches Kunstinstitut, Frankfurt
  - Philipp Melanchthon, National Gallery of Art, Washington D.C.
  - St. Philipps, Germanisches Nationalmuseum, Nürnberg

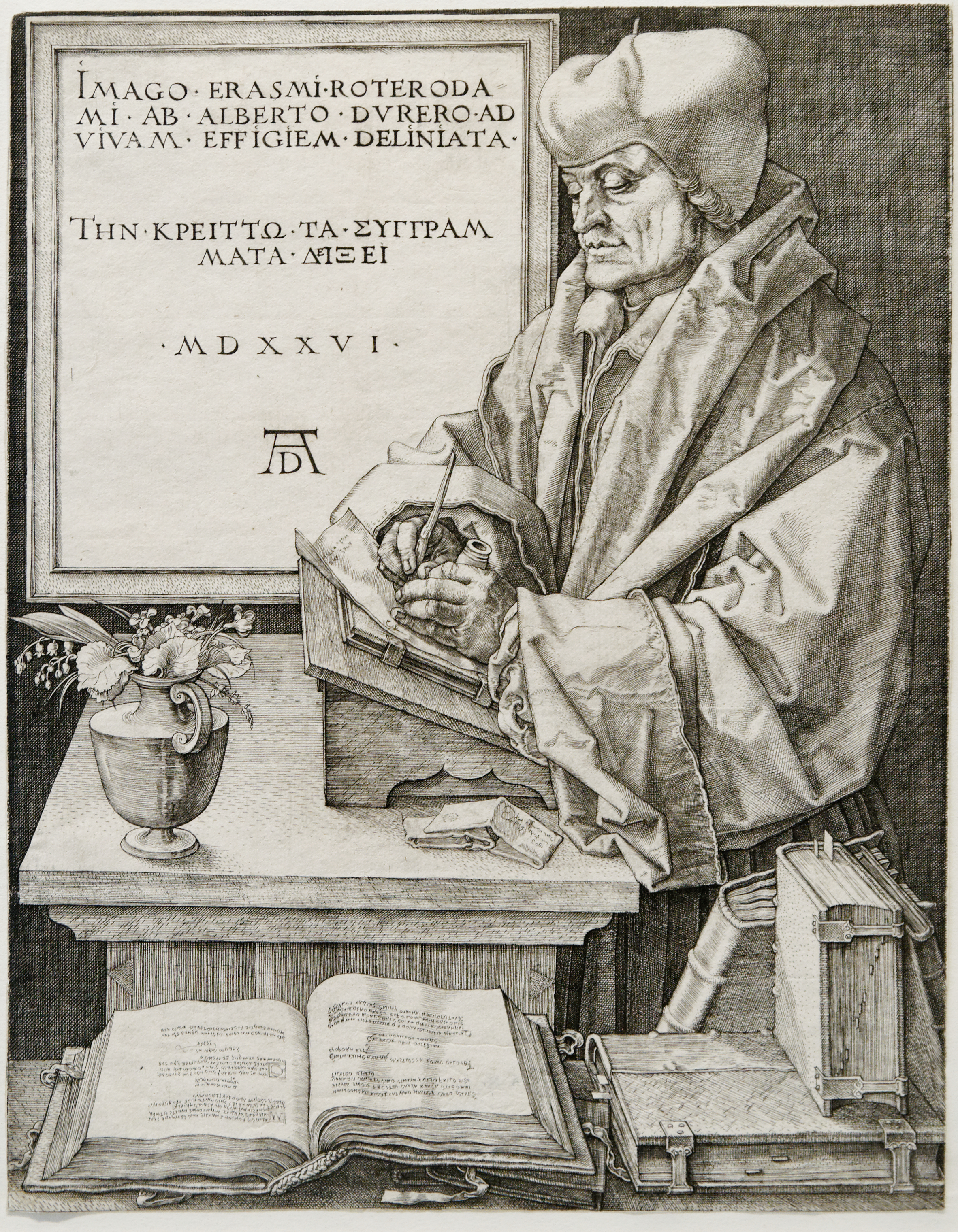
Albrecht Dürer – Erasmus von Rotterdam
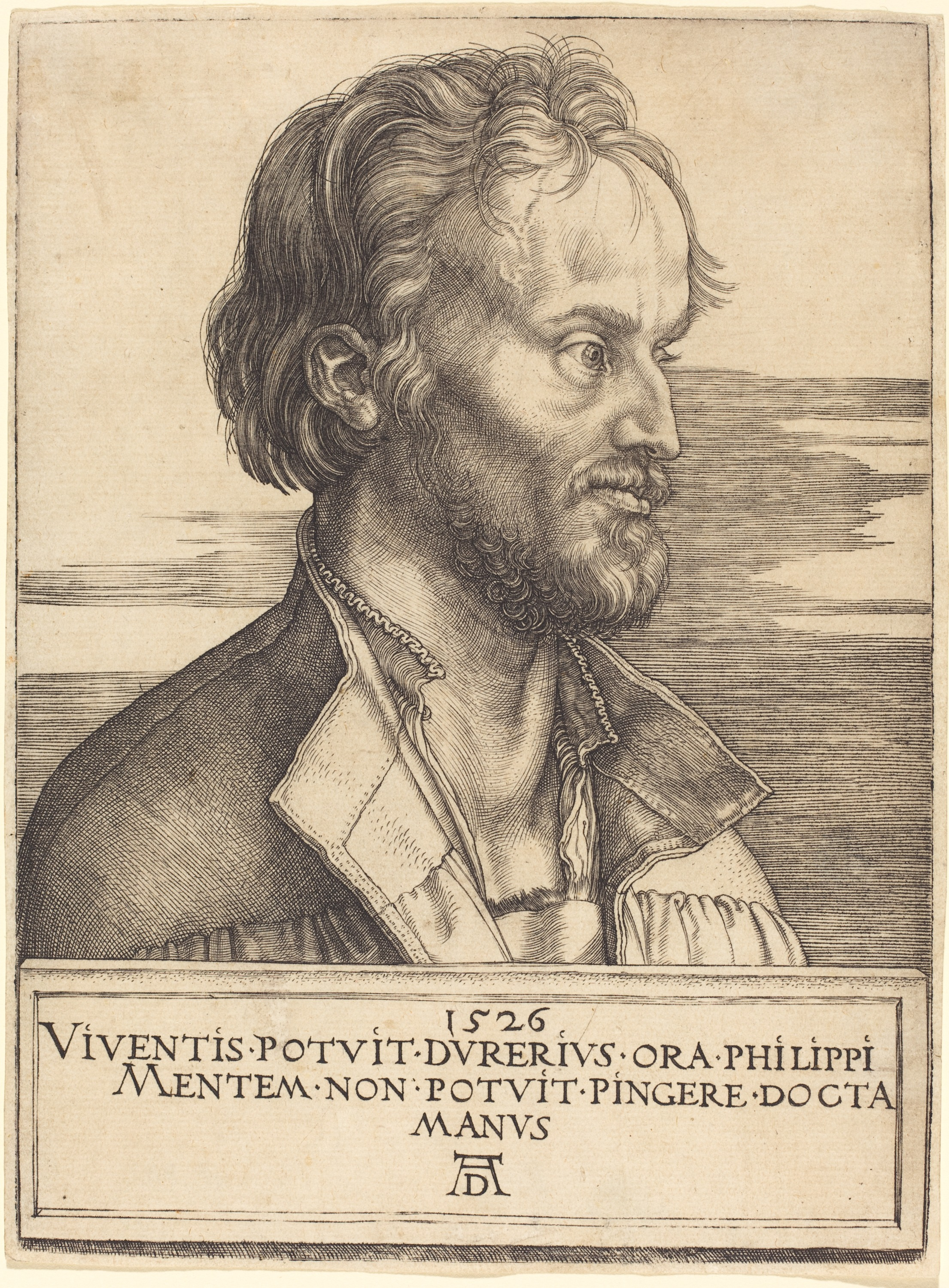
Albrecht Dürer – Philip Melanchthon
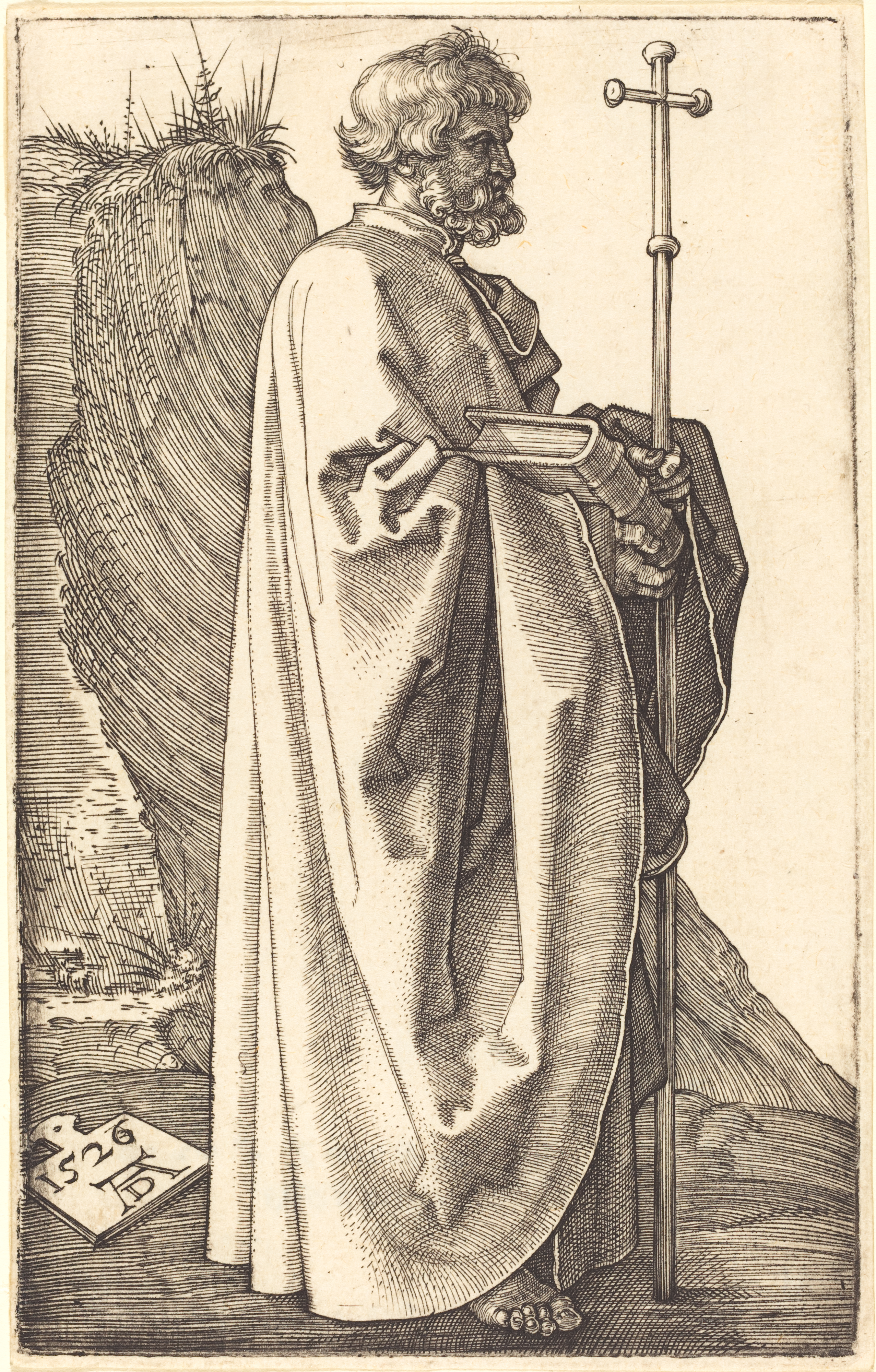
Albrecht Dürer – St. Philipp

### Miniaturmalerei
- Lucas Horenbout
  - Porträt der Katharina von Aragon mit einem Affen, um 1526

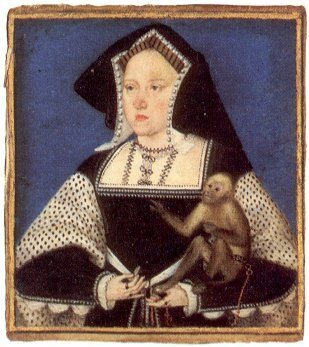
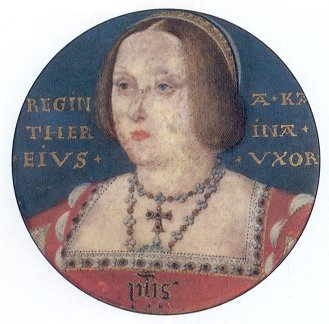
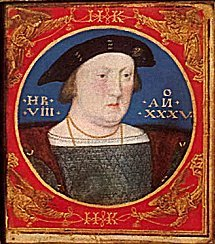

  - Katharina von Aragon, um 1526
  - Heinrich VIII., um 1526

### Skulpturen
- Alfonso Lombardi – Beweinung Christi, Terrakotta, ca. 1522–1526, Kathedrale von Bologna
- Kanzel – Hallescher Dom

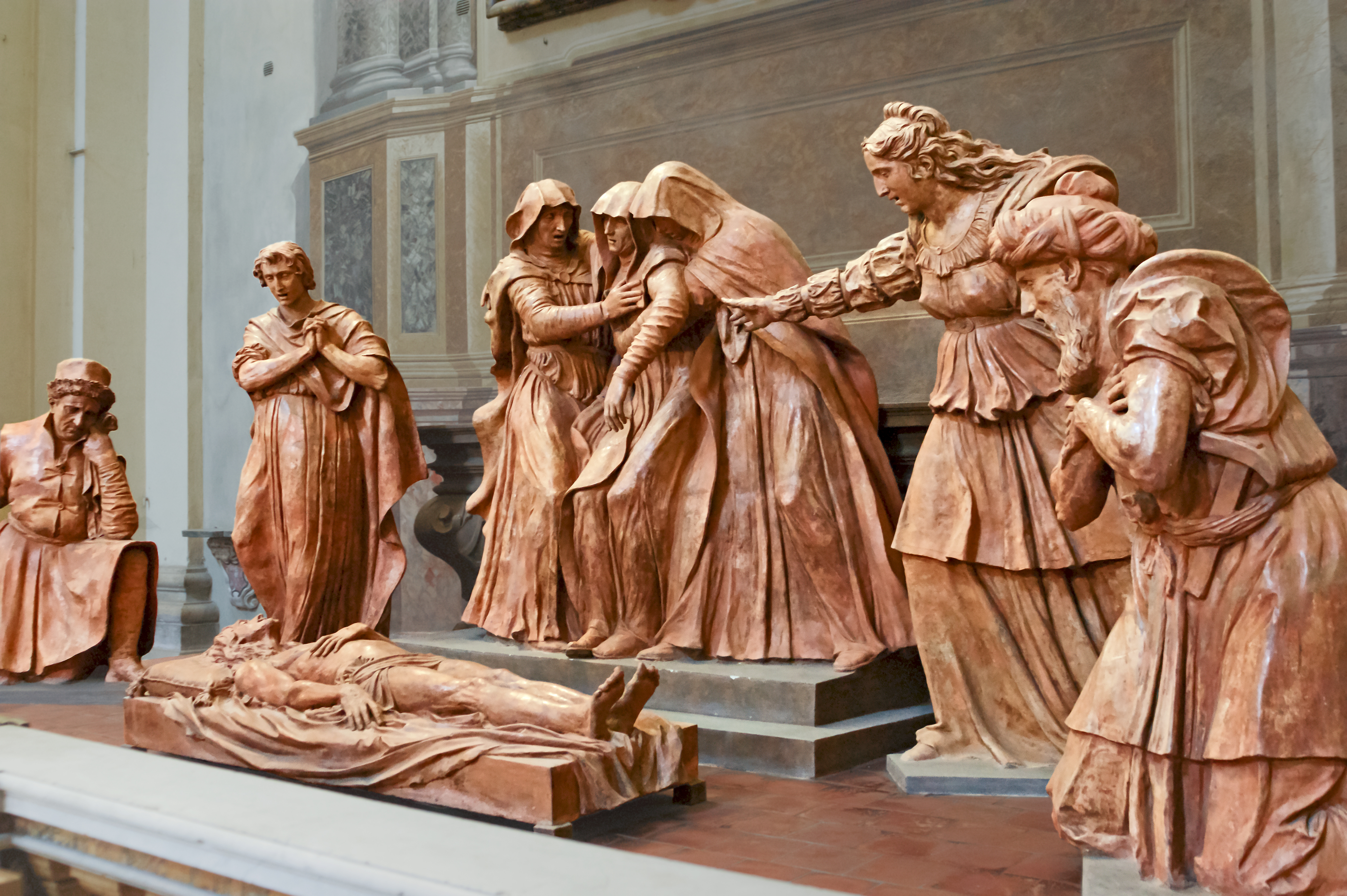
Alfonso Lombardi – Beweinung Christi
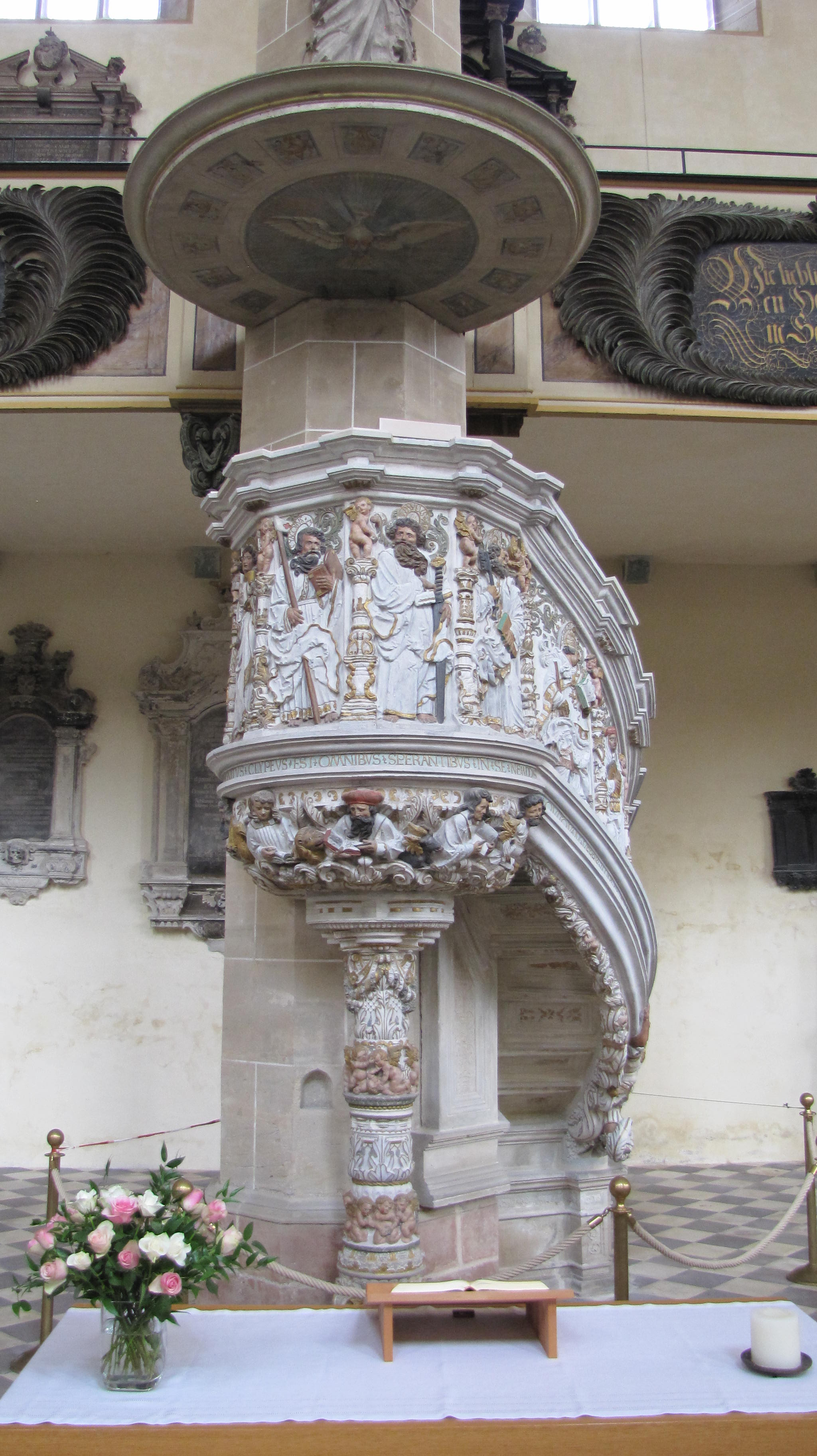
Hallescher Dom – Kanzel

### Zeichnungen
- Albrecht Dürer
  - Fünf männliche Akte, Staatliche Museen, Berlin
  - Kopf von St. Markus, Staatliche Museen, Berlin
- Hans Holbein der Jüngere – Porträt von Anna Meyer, Kupferstichkabinett, Öffentliche Kunstsammlung, Basel
- Parmigianino – Zwei Studien für eine Heilige Familie, J. Paul Getty Museum, Los Angeles

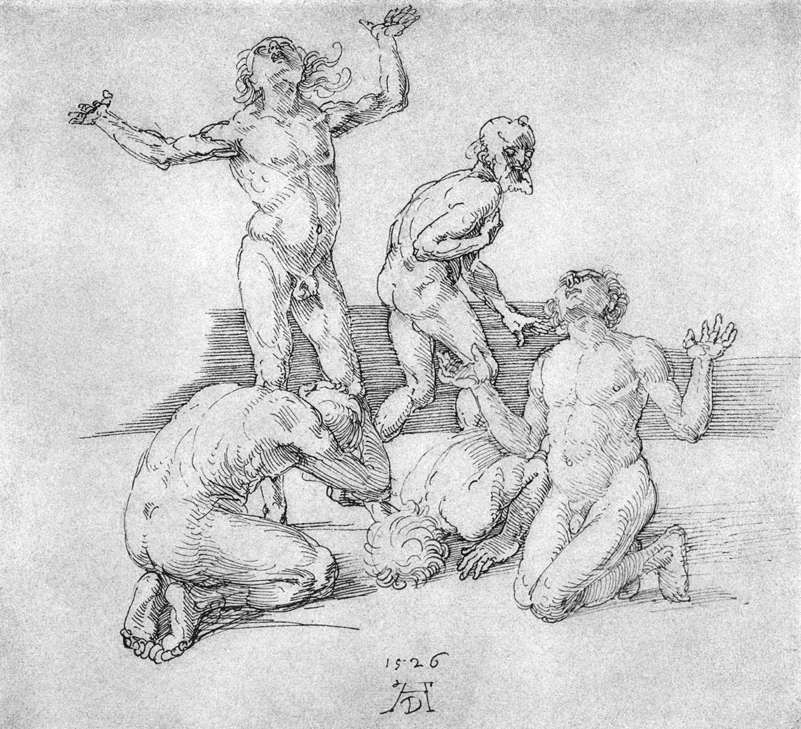
Albrecht Dürer – Fünf männliche Akte
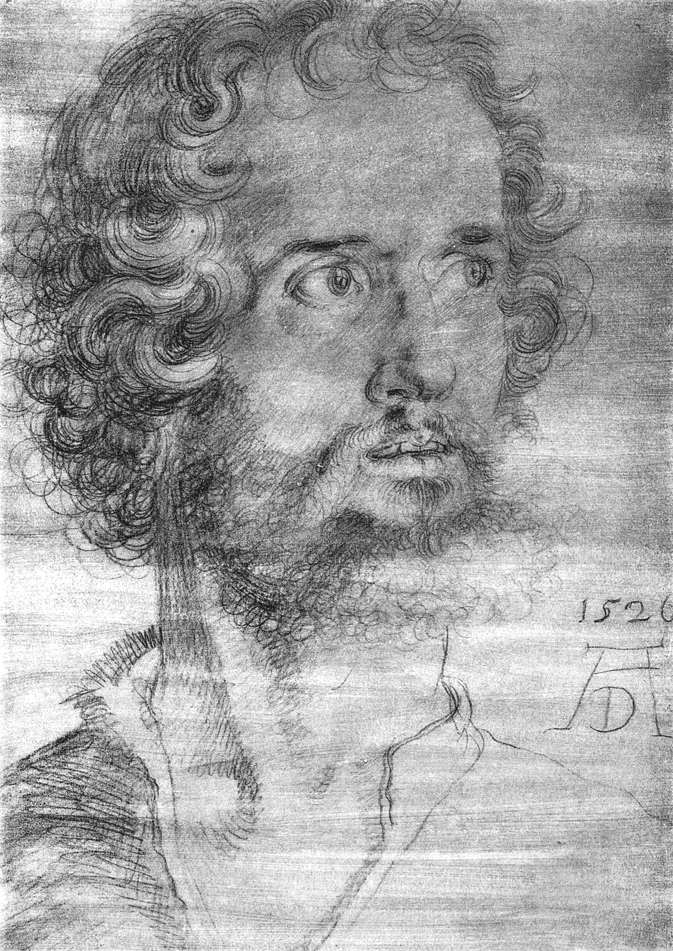
Albrecht Dürer – Kopf von St. Markus
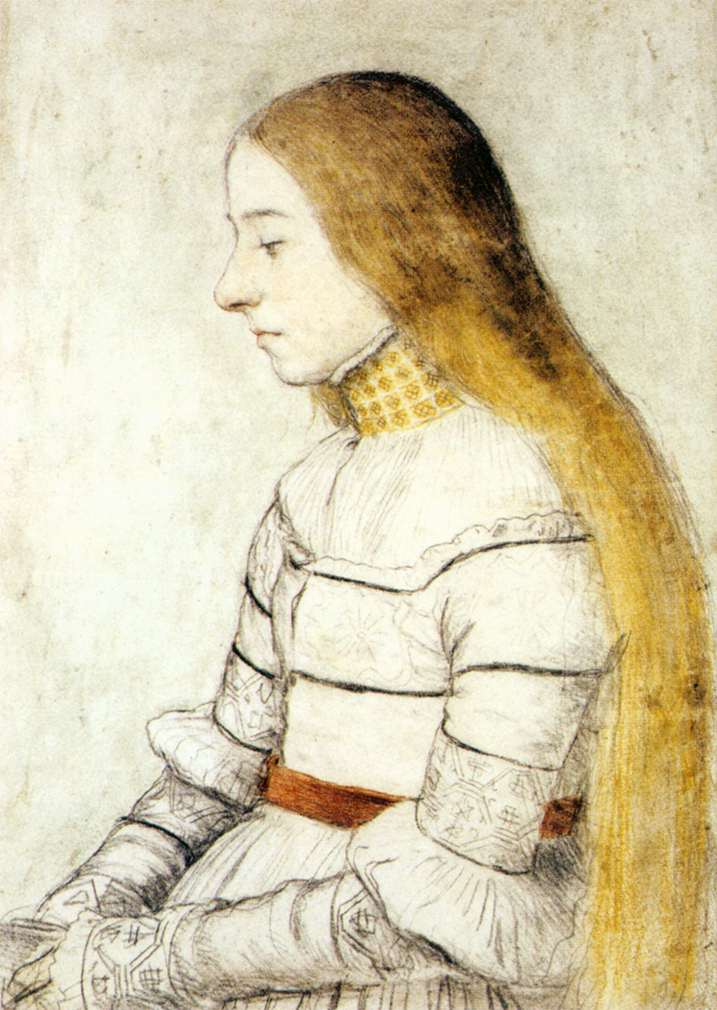
Hans Holbein d. J. – Porträt von Anna Meyer
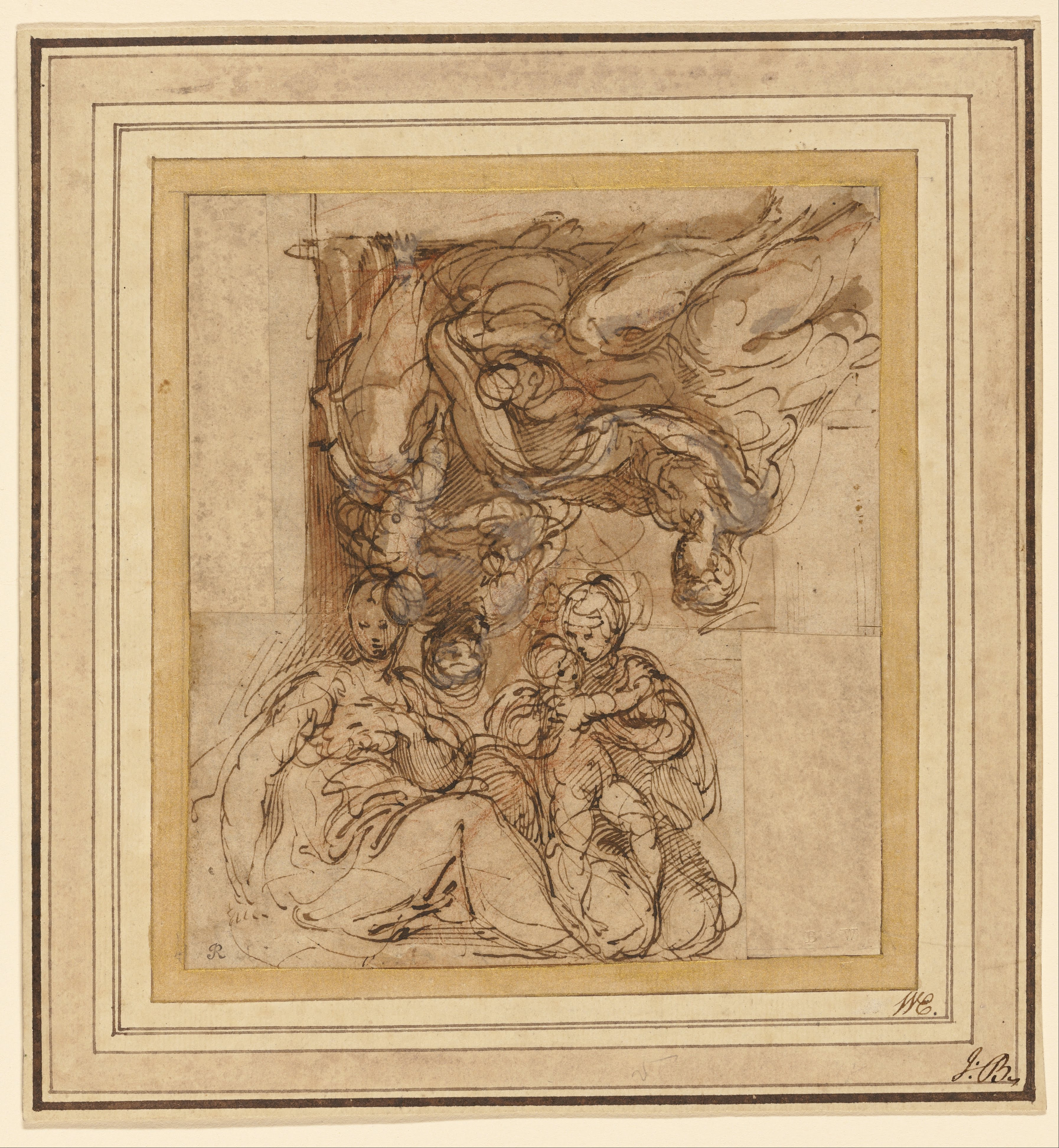
Parmigianino – Zwei Studien für eine Heilige Familie

## Geboren

### Geburtsdatum gesichert
- 30. Oktober: Hubert Goltzius, niederländischer Maler, Graveur und Drucker († 1583)

### Genaues Geburtsdatum unbekannt
- Küplüceli Öznur, türkischer Dichter und Kalligraph († 1628)
- Hans Walther, deutscher Bildhauer († 1586)

### Geboren um 1526
- Nicolaus van Aelst, flämischer Graveur und Maler († 1613)
- Jacob Grimmer, flämischer Landschaftsmaler († 1590)
- Juan Fernández Navarrete, spanischer Maler († 1579)
- Giovanni Battista Zelotti, italienischer Maler († 1578)

## Gestorben

### Todesdatum gesichert
- 13. Januar: Andrea Fusina, italienischer Architekt und Bildhauer der Renaissance (* um 1470)
- 29. oder 30. Januar: Lambert von Snetlage, Theologe, Domherr und Dechant, Förderer der Bildhauerei und Stifter kirchlicher Kunstwerke (* um 1446)
- Juni: Hans Lützelburger, deutscher Formschneider (* um 1495)
- 16. September: Hans Frenzel der Reiche, deutscher Bauherr, Grundbesitzer, Biereigner und Kaufmann (* 1463)
- 24. Dezember: Veit Hirschvogel, deutscher Glasmaler (* 1461)

### Genaues Todesdatum unbekannt
- Joan de Borgonya, katalanischer Maler elsässischer Herkunft (* unbekannt)
- Andrea Ferrucci, italienischer Bildhauer (* 1465)
- Jerg Ratgeb, deutscher Maler (* um 1480)
- Bernhard Sporer, südwestdeutscher Baumeister und Bildhauer (* um 1450/60)
- Jacopo Torni, italienischer Maler (* 1476)
- Guo Xu, chinesischer Künstler der Ming-Dynastie (* 1456)
- Bernardo Zenale, italienischer Maler und Architekt (* 1460)

### Gestorben um 1526
- Nicolò Brancaleon, italienischer Maler (* 1460)
- Bernardino Fasolo, italienischer Maler (* 1489)
- Hans Maler zu Schwaz, deutscher Porträt-Maler (* vermutlich 1480/88)